# مردم ترک

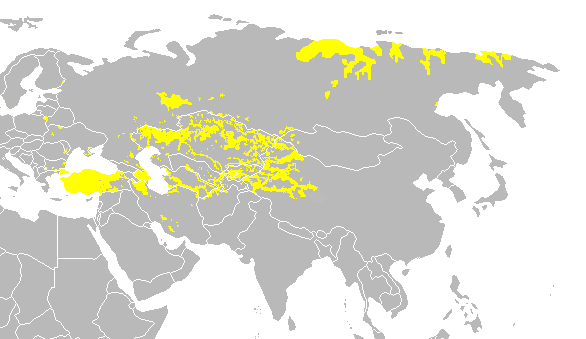
گستره زبان‌های ترکی

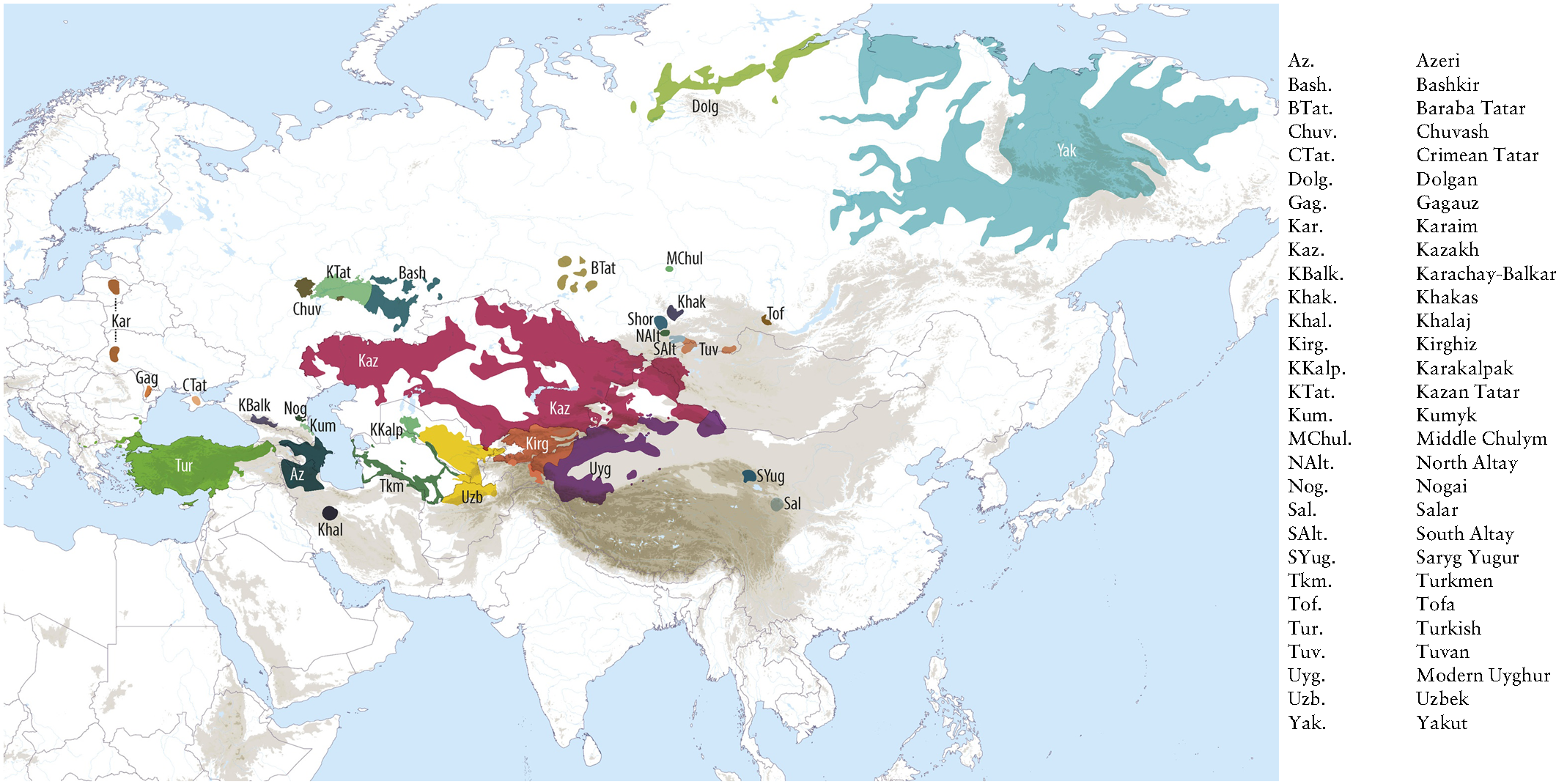
گستره زبان‌های ترکی

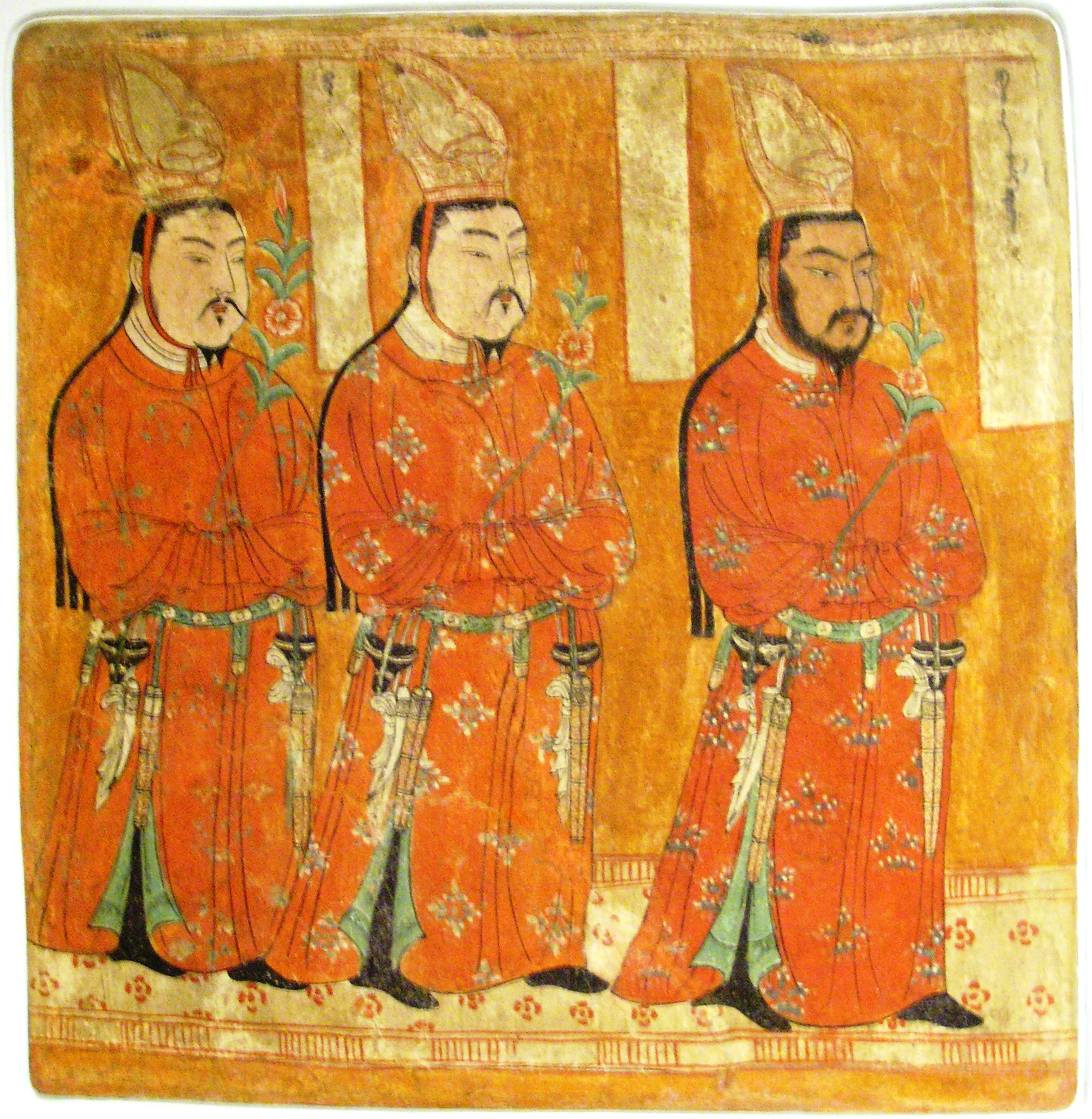
شاهزادگان ایغور

مردمان تُرک یا تُرک‌ها گروه‌های قومی اوراسیایی هستند. خاستگاه اصلی‌شان شرق آسیا و کوه‌های آلتای است. مردمان ترک امروزه در آسیای شمالی، آسیای مرکزی و آسیای غربی، سیبری جنوبی، شمال‌غربی چین و بخش‌هایی از اروپای شرقی ساکن‌اند و به زبان‌هایی از خانوادهٔ زبان‌های ترکی‌تبار سخن می‌گویند و اشتراکات تاریخی و فرهنگی میان آن‌ها مشاهده می‌شود. ترک‌ها در کشورهایی همچون چین، روسیه، قرقیزستان، قزاقستان، ازبکستان، ترکمنستان، تاجیکستان، افغانستان، ایران، جمهوری آذربایجان، عراق، ترکیه، مغولستان، قبرس و یونان حضور دارند. گستره مهاجرت کنونی ترک‌زبان‌های آسیای کوچک بیشتر به سوی کشورهای اروپای مرکزی (آلمان، اتریش، سوئیس، فرانسه، انگلیس)، آمریکا و استرالیا بوده، جوامع قابل‌توجهی را در این کشورها تشکیل داده‌اند. آن‌ها از لحاظ تاریخی و زبانی با گوک‌ترک‌ها، مردمی ایلی که در قرن ششم یک امپراتوری در گستره مغولستان و مرزهای شمالی چین تا دریای خزر را بنیاد نهادند مرتبط‌اند. مردمان ترک، جز چند استثنا مانند بخش اروپایی ترکیه و منطقه ولگا در آسیا زندگی می‌کنند. مهم‌ترین پیوند تاریخی آنان، جدا از تاریخ و زبان، این است که جز یاقوتستان و چوواش در سیبری همگی مسلمان‌اند. مردمان ترک‌زبان را می‌توان به دو گروه اصلی غربی و شرقی تقسیم کرد. گروه غربی شامل مردم ترک جنوب غرب اروپا و جنوب غرب آسیا ساکن ترکیه و ایران هستند. گروه شرقی شامل مردم ترک آسیای مرکزی، قزاقستان و منطقه خودمختار اویغور در سین کیانگ چین هستند.

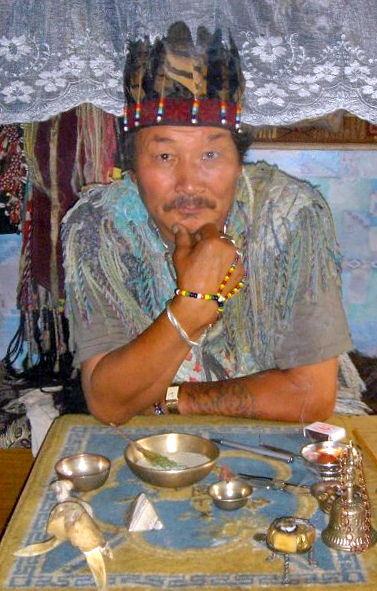
یکی از شمن‌های قوم تووا در قیزیل روسیه

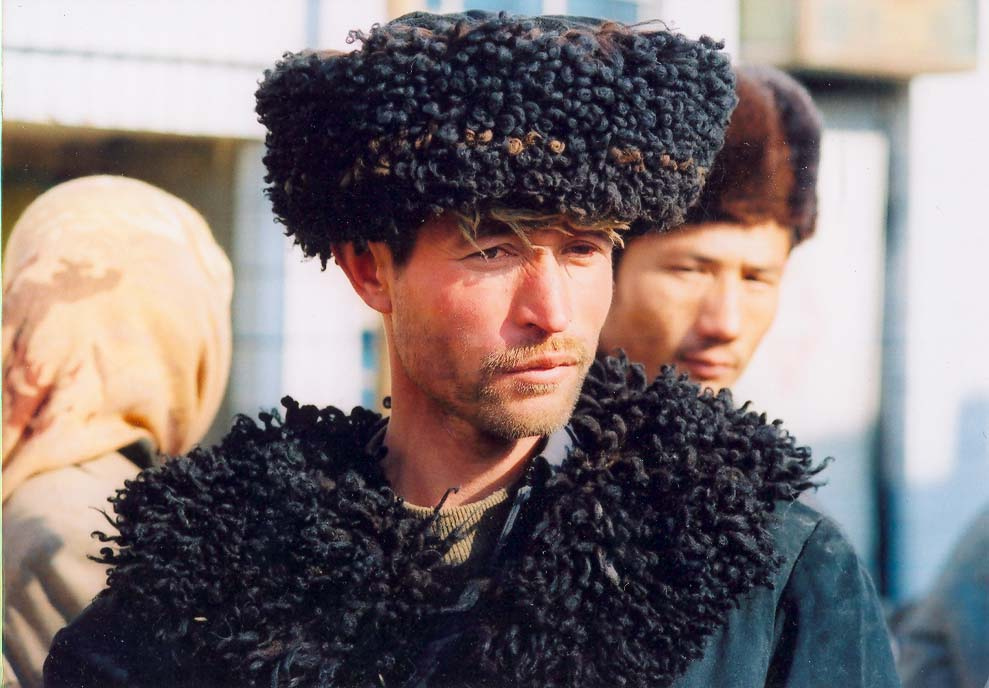
یک اویغور، شمال غرب چین

## خاستگاه
خاستگاه اصلی مردمان ترک‌تبار، آلتای و سیبری است و این مردمان از نژاد زرد هستند. در در نوشته‌های کهن چینی، قرقیزها را مردمانی سفیدپوست با موهایی عمدتاً زردرنگ، بور با چشمانی آبی و شبیه به اروپایی‌های امروزی توصیف کرده‌اند. اما نوشته‌های تاریخی بعدی، اطلاعاتی دربارهٔ چگونگی ناپدید شدن تدریجی این ویژگی‌های ظاهری قرقیزها و درنهایت زردپوست شدن آن‌ها به دست نمی‌دهند. اقوام ترک به تدریج در غرب آسیا، خاورمیانه، آسیای کوچک و اروپای شرقی پراکنده شدند. در جریان این مهاجرت‌ها بخش‌های بزرگی از مردمان هندواروپایی نواحی جدید نیز به مرور ترک‌زبان شدند.
براساس پژوهش ژنتیکی، هاپلوگروپ مربوط به اقوام ترک تبار باستانی، هاپلوگروپ Q می‌باشد که بیانگر تبار مشترک میان هون‌ها، بومیان آمریکا و گوک‌ترک‌ها می‌باشد. بیشترین شیوع این هاپلوگروپ در آسیا مربوط به کشور ترکمنستان حدود ۵۰٪ و نواحی ترک نشین روسیه است
هاپلوگروپ پدری شایع میان ترکمن‌های اغوز تبار، هاپلوگروپ Q حدود ۴۵٪ است که منشأ در سیبری دارد، این هاپلوگروپ تنها در حدود ۴٫۵٪ در مردم آذری وجود دارد که سهم حدود ۱۰٪ از تبار ترکی-سیبریایی را بیان می‌کند. همچنین هاپلوگروپ اصلی مردم آذربایجان، هاپلوگروپ J2 می‌باشد حدود ۴۰٪ که منشأ در غرب آسیا و خاورمیانه دارد که بیانگر آنست که جمعیت آذربایجان منشأ از مردمانی دارد که پیش از آریایی‌ها و ترکها در ایران زندگی می‌کردند. گمانه زنی‌ها بر حسب قلمرو تاریخی؛ مردم کادوسی است.
بررسی دی‌ان‌ای در ترکیه نشان می‌دهد که مردم ترکیه نوادگان مردم مختلف ساکن آناتولی مانند یونانی، ارمنی، قفقازی (آسیایی) و کرد هستند که در سده‌های معاصر ترک‌زبان شده‌اند و ازلحاظ ژن از نژاد ترک (زردپوست مغول‌سان) بهرهٔ بسیار کمی برده‌اند. درمورد ترک‌زبانان آذربایجانی نیز این قضیه صادق است که ازلحاظ ژن به‌سان مردمان ایرانی و قفقازی هستند. ۷۰–۷۶ درصد مردم ترکیه بر اساس آمارهای دولتی، ترک هستند. در برآورد ۲۰۱۲ مؤسسه آمار ترک استات (The Turkish Statistical Institute (TurkStat))، جمعیت کردهای ترکیه بیش از ۲۲ میلیون نفر (۲۲٬۶۹۱٬۸۲۴) و بیش از سی درصد از جمعیت ۷۴٬۷۰۰٬۰۰۰ نفری ترکیه را تشکیل می‌دهد که حدود ۱۴ میلیون نفر در کردستان ترکیه و بقیه در سراسر ترکیه به خصوص شهرهای استانبول، آنکارا و ازمیر پراکنده هستند که به این ترتیب درصد ترک‌های ترکیه کم‌تر از ۷۰ درصد خواهد بود.

اقوامی که امروزه ترک نامیده می‌شوند در بخش‌های مختلفی از کشورهای آسیایی و اروپایی زندگی می‌کنند. از سمت شرق در بخش‌هایی از چین و قسمت آسیایی روسیه تا قسمت‌هایی از کوزوو و آلبانی و بخش‌هایی از عراق و سوریه و شمال قبرس در یک گسترهٔ جغرافیایی پراکنده شدند. مردمان ترک تبار و مردمان ترک زبان در کشورهایی همچون مغولستان، چین، روسیه، قرقیزستان، قزاقستان، ازبکستان، تاجیکستان، افغانستان، ایران، جمهوری آذربایجان، عراق، ترکیه، قبرس، یونان، بلغارستان، مقدونیه، کوزوو، رومانی، فنلاند، اوکراین، یونان و مولداوی سکونت دارند. گستره مهاجرت کنونی ترک‌زبان‌های آسیای کوچک بیشتر به سوی کشورهای اروپای غربی (آلمان، اتریش، هلند، سوئیس، فرانسه، انگلیس)، آمریکا و استرالیا است و جوامع قابل‌توجهی از ترک‌های اروپا را ترک‌های استانبولی تشکیل می‌دهند.

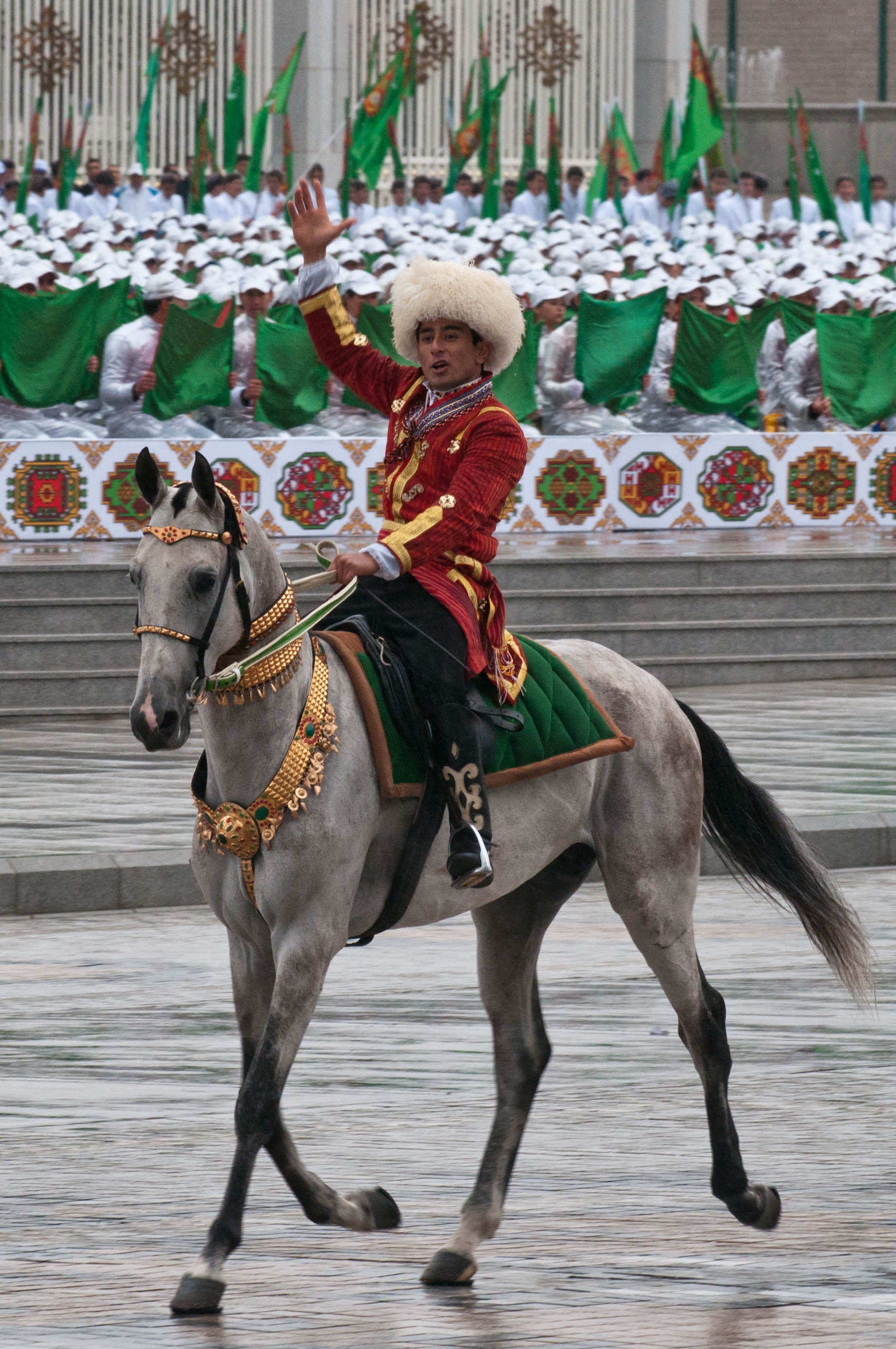
یک ترکمن، سوار بر اسب آخال تکه

## پیشینهٔ واژهٔ تُرک
اصطلاح «ترک» از میانهٔ سدهٔ ششم میلادی برپایهٔ اتحادیهٔ گوگ ترک‌ها در مناطق شمال چین و بیابان‌های غربی آن ایجاد شد و بر اقوام زیرگروه این اتحادیه گذاشته شد و از این پس اقوام جُداسَر و مستقل این اتحادیه‌ها که هر کدام برای خود نام ویژهٔ خود را داشت، ترک نامیده شدند.
نخستین بار اصطلاح «تُرک» (به ترکی باستان: 𐱅𐰇𐰼𐰰 (Türük) یا 𐱅𐰇𐰼𐰰:𐰜𐰇𐰛 (Kök Türük)، به چینی: 突厥، پین‌یین: Tūjué از چینی میانهٔ *tɦut-kyat از *dwət-kuɑt، زبان تبتی باستان: drugu) تنها برای یکی از گروه‌های ترکیگ مخصوصاً گوگ‌ترک‌ها به کار رفته است. گوگ‌ترک‌ها در سنگ‌نوشتهٔ هوایس تُلگُی (Inscription of Hüis Tolgoi) در سدهٔ ششم پس از میلاد، تۆرۆک (türük) یا تؤرؤک (török) هم نامیده شده‌اند. ایشبارا خاقان خود را در نامه‌ای به امپراتور یانگ‌ژیان از دودمان سوئی، «خان کبیر تُرک معرفی می‌کند. سنگ‌نوشته اورخون و سنگ‌نوشته بوگوت از الفاظ تۆرکۆت (türküt)، تۆرک (türk) و تۆرۆک (türük) استفاده می‌کنند.
اشاراتی به گروه‌های خاصی از مردمان در دروان باستان متأخر وجود دارد که قوم‌نامشان می‌تواند رونوشت خارجی از نام تُرکان بوده باشد مانند تُگارما، توروکا/توروشخا، توروکّو و… اما شکاف اطلاعاتی به قدری قابل توجه است که ارتباط این اقوام با ترکان را امکان‌پذیر نمی‌نمایاند. همچنین مثلاً در طول سدهٔ نخست پس از میلاد، پمپونیوس ملا به «Turcae» در جنگل‌های شمال دریای آزوف اشاره کرده و پلنیوس در میان مردمان همان جغرافیا از «Tyrcae» ها سخن می‌گوید اما اِلیس مینس، باستان‌شناس بریتانیایی می‌گوید عبارت «Tyrcae Τῦρκα» تصحیحِ نادرستی از «Iyrcae Ἱύρκαι» است و اشاره به مردمانی دارد که بنابر گفتهٔ هرودوت فراتر از تیساگت‌ها ساکن شدند و احتمالاً اجدادِ اوگریِ مجارها بوده‌اند.
در کتاب چینی «ژو» (Zhōu Shū) به سدهٔ هفتم میلادی، واژهٔ «تُرک» در واژهٔ کلاه ریشه‌یابی شده و در آن آمده است که این لفظ از شکل کوه محل اشتغالِ ترکان در رشته‌کوه‌های آلتای گرفته شده است. آندراس روناتاس، پژوهشگر مجارستانی، توجه را به واژهٔ ختنی-سکاییِ «tturakä 'lid'» جلب کرده که معنای کلاه می‌دهد اما گلدن برای این ادعا داده‌های بیشتری را لازم می‌داند.
عموماً پذیرفته شده است که واژهٔ «تُرک» (تۆرک) از اصطلاح ترکی باستانیِ 𐱅𐰇𐰼𐰰 (تۆرۆک یا تؤرۆک) به معنای «آفریده/متولد» یا «قوی» گرفته شده است. پیتر گلدنِ ترک‌شناس هم موافق است که واژهٔ «تُرک» ریشه در زبان ترکی باستان دارد اما ارتباطش با برخی از برون‌نام‌هایش مانند «دیلی» (Dili)، «دینگ‌لینگ» (Dingling)، «شیله» (Chile)، «تِلِه» (Tele)، «تیِله» (Tiele) که احتمالاً به «تِگرِک» (tegrek) (شاید به معنای ارابه) و سپس به «تیوجو» (Tujue) آوانویسی و در پایان به «تۆرکۆت» (Türküt) آواگردانی شده‌اند مشخص نیست. پژوهندگانی مانند تُرو هانِدا (Toru Haneda)، اُنُگاوا هیدِمی (Onogawa Hidemi) و جِنْگ شیمین (Geng Shimin) باور دارند که «دیلی» (Dili)، «دینگ‌لینگ» (Dingling)، «شیله» (Chile) و «تیوجو» (Tujue) همگی از واژهٔ تُرکیگِ «تُرک» (تۆرک) آمده‌اند که معنای «قدرتمند» و «استقامت» می‌دهد و ریخت جمعش هم «تۆرکۆت» (Türküt) است.
بااینکه گرهارد دورفر از این ایده که تُرکْ معنای قوی بدهد دفاع می‌کند، جرارد کلازن اشاره می‌کند که این واژه هیچگاه در معنای قوی به کار نرفته است و در قالب اسم، معنای «اوج بلوغ» (برای میوه یا انسان) را می‌داده است. بیشتر هم در قالب صفت (مثلا برای میوه) به معنی «تازه‌رسیده» یا (مثلا برای انسان) به معنی «جوان، در آغاز زندگی، توانمند» به کار می‌رفته است. هاکان آیدَمیر (Hakan Aydemir) هم می‌گوید که تُرک در اصل معنای قوی را نمی‌داده است، بلکه به معنای «متحد، جمع‌آورده، کنفدراته» بوده و از ریشهٔ پیشانیاترکیِ *türü به معنای «انباشتن، جمع‌آوری‌کردن» آمده است.
متقدم‌ترین ترکانی که در منابع چینی قابل شناسایی اند، قرقیزهای یِنیسِی (Yenisei Kyrgyz) و شینلی‌ها (Xueyantuo) در جنوب سیبری هستند. همچنین می‌توان دینگ‌لینگ‌ها را هم برشمرد. رویدادنامه‌نویسانِ قرون‌وسطاییِ اروپایی، مردمانِ ترکیگِ متنوعی در استپ اوراسیا را زیر چترِ هویتیِ سکاها رده‌بندی کرده‌اند. در ۴۰۰ پس از میلاد تا سدهٔ شانزدهم، منابع بیزانسی از واژهٔ «Σκύθαι» با تلفظِ «Skuthai» برای اشاره به ۱۲ گروه متفاوت ترکان استفاده کرده‌اند.
در نوشته‌های تاریخی، «ترک» در مقابل تاجیک (ایرانیان مسلمان‌شده/غیر عرب و ترک) آمده است. نام ترک نخستین بار در قرن ششم میلادی در نوشته‌های چینی دیده می‌شود. در همان قرن، ترکان، دولتی نیرومند تأسیس کردند که از مغولستان و سرحد شمالی چین تا دریای سیاه امتداد داشته است. مؤسس حکومت مزبور، که چینیان او را «تئومان» می‌نامند، در کتیبه‌های ترکی بومن، در سال ۵۵۲ م. درگذشت و برادرش «ایستمی خان» (در تاریخ طبری: سنجبوخاقان) که در مغرب فتوحاتی کرده، ظاهراً تا سال ۵۷۶ م. زیسته است این دو برادر گویا از آغاز مستقل از یکدیگر حکومت می‌کردند. چینیان از دولت مزبور بنام امپراتوری ترکان شمال و مشرق یاد کرده‌اند. در سال ۵۸۱ م. تحت نفوذ سلسلهٔ چینی «سویی» این دو امپراتوری به‌طور قطع از یکدیگر جدا شدند و بعدها هر دو تابع سلسلهٔ چینیِ «تانگ» (۶۱۸ – ۹۰۷ م) گردیدند. در حدود سال ۶۸۲ م. ترکان شمال موفق شدند استقلال خود را به‌دست آورند.

## نظریه پان‌ترکیسم وامبری

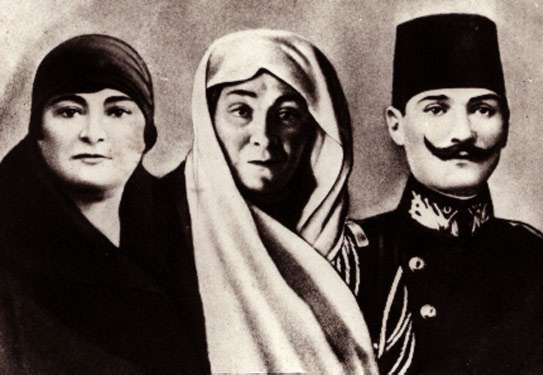
چهره‌هایی از ترک‌زبان‌های آناتولی: مصطفی کمال آتاترک (آتاترک) به همراه مادر و خواهر. ترک‌زبان‌های آناتولی از نژادهایی آمیخته هستند.

بسیاری از اقوام ترک‌زبان، زبان ترکی را بر اثر ارتباط و آمیزش با ترک‌زبانان اخذ کرده‌اند. در مورد بخشی از این اقوام ساکن آسیای میانه تنها پس از وارد شدن نظریه پان‌ترکیسم توسط آرمین وامبری و فرستاده پنهانی وزارت خارجهٔ بریتانیا به منطقه این نام رفته‌رفته برای این اقوام نیز رواج یافت. این اقوام عبارتند از:
باشقیرها، تاتارها، ناگایباک‌ها، قزاق‌ها، قره‌قالپاق‌ها، نوقای، قرائیم، قره‌چای، بالکار، قوموق، آلتایی‌ها، اغوزهای واردشده به آذربایجان، قاجارها، شاهسون‌ها، قره‌داغ‌ها، قره‌پاپاخ، قشقایی‌ها، افشارها، خلج‌ها، گاگوز، اورومچی‌ها، تووایی‌ها، توفالارها، شورها، خاکاس‌ها، تاتارهای چولیم، ازبک‌ها، اویغورها، سالارها، اویغورهای ساری، چوواش‌ها، یاقوت‌ها، دولگان‌ها و غیره.

## تاریخ
مردمان ترک اول بار در پیرامون اتحادیه شیونگنو (معاصر دودمان چینی هان) ظاهر شده‌اند. آن‌ها ممکن است به مردمان شیونگنو، دینگلینگ و تیله مرتبط باشند. بنا بر کتاب وی، مردم تیله بازمانده چیدی، مردمان سرخ دی که با جین در بهار و پاییز رقابت می‌کردند بودند. قبایل ترک، نظیر خزران و پشنگ‌ها احتمالاً پیش از امپراتوری گوک ترک یا مغولستان در قرن ششم سال‌ها به‌طور ایلیاتی می‌زیسته‌اند. آن‌ها اشراف و گله‌دارانی بودند که در جستجوی ثروت و مراتع جدید بودند. اولین اشاره به ترکان در متنی چینی است که به تجارت ابریشم ترکان با سغدیان در طول جادهٔ ابریشم اشاره می‌کند. اولین استفاده ضبط شده از واژه «ترک» به‌عنوان نامی سیاسی ارجاعی در قرن ششم است در چینی مدرن توجو تلفظ می‌شود. خاندان آشینا از لی جین به خانات روران مهاجرت کردند و تقاضا کردند از آن‌ها حفاظت شده به عضویت در اتحادیه آنان درآیند. این قبیله به آهنگری شهره بودند. به آنان در نزدیکی یک معدن کوهستانی زمینی داده شد که شبیه کلاهخود بود، به این دلیل آنان نام 突厥 یا (tūjué) را گرفتند. یک قرن بعد، قدرت آنان به حدی رسید که خانات روران را فتح کردند و امپراتوری گوک را بنیان نهادند. از میان قبایل ساکن شمال چین، پانصد قبیله یا آشینا را می‌توان نام برد که از امتزاج قبایل گوناگون پدید آمدند. آن‌ها در پیکار با چینیان در قرن چهارم میلادی شرکت داشتند و به تبعیت هون‌ها درآمدند.
هامر ـ پورگشتال ذکر کرده است که طایفهٔ ترک باید همان باشد که در تألیفات هرودوت به‌صورت تارژِتااوس (ترگیتاوس) و در تورات به‌صورت توقارمه (توغارمه) نوشته شده است.
خاستگاه اصلی مردمان ترک‌تبار، آسیای میانه بوده و این مردمان از نژاد زرد هستند. در نوشته‌های کهن چینی، قرقیزها را مردمانی سفیدپوست با موهایی عمدتاً زردرنگ، بور با چشمانی آبی و شبیه به اروپایی‌های امروزی توصیف کرده‌اند. اما نوشته‌های تاریخی بعدی، اطلاعاتی دربارهٔ چگونگی ناپدید شدن تدریجی این ویژگی‌های ظاهری و درنهایت زردپوست شدن آن‌ها به دست نمی‌دهند. اقوام ترک به تدریج در غرب آسیا، خاورمیانه، آسیای کوچک و اروپای شرقی پراکنده شدند. در جریان این مهاجرت‌ها بخش‌های بزرگی از مردم هندواروپایی نواحی جدید نیز به مرور ترک‌زبان شدند. ۷۰–۷۶ درصد مردم ترکیه بر اساس آمارهای دولتی ترک هستند.

### گسترش و ورود اقوام ترک از آسیای میانه به سایر مناطق

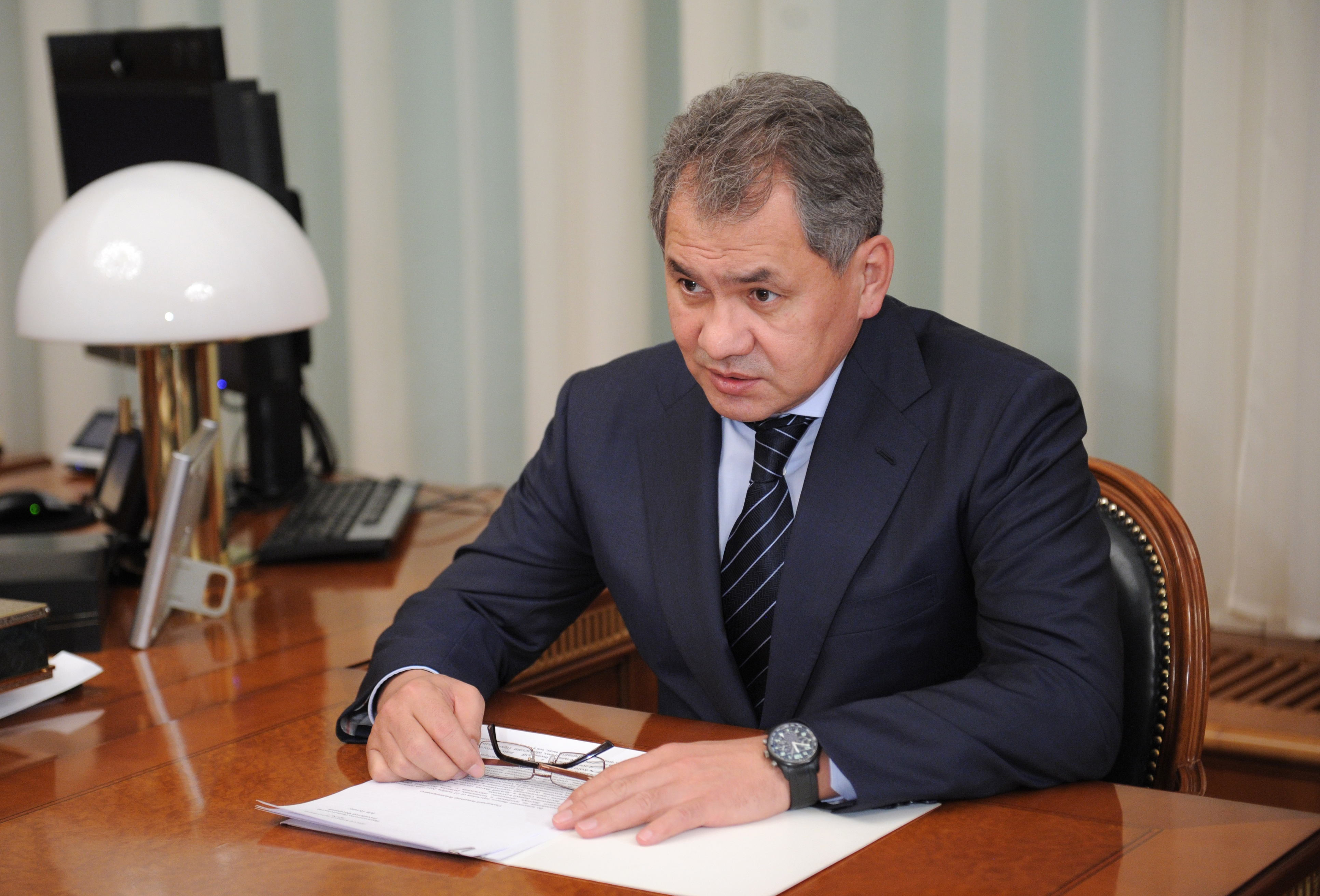
سرگئی شویگو، وزیر دفاع روسیه که مادرش روس و پدرش از قوم تووایی است.

نظریات زیادی برای خاستگاه اولیه اقوام ترک و زبان آن‌ها وجود دارد، از استپ‌های شرقی دریای خزر تا شمال شرقی آسیا (منچوری)

##### امپراتوری گوک‌ترک‌ها

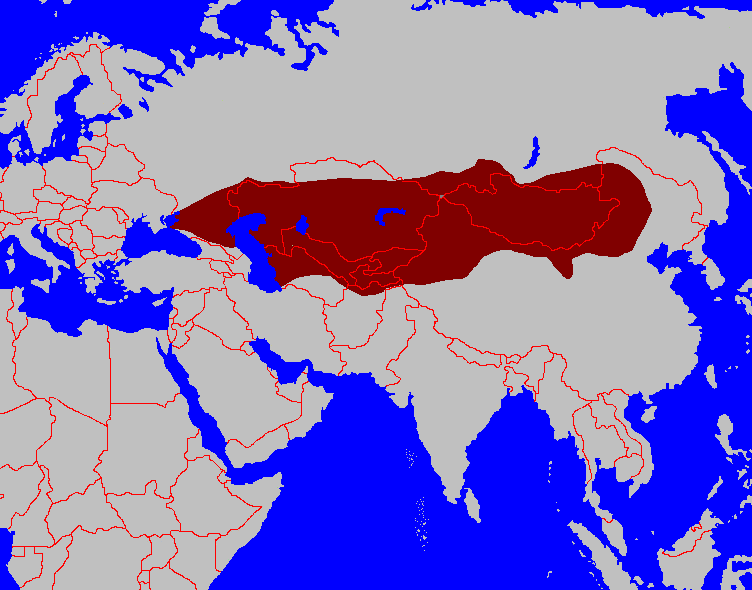
خانات ترک در سال ۶۰۰ میلادی

در قرن ششم میلادی قدرت گوک‌ترک‌ها به حدی رسید که خانات روران را فتح کردند و امپراتوری گوک‌ترک را بنیان نهادند. این حکومت به رهبری بومین خان و برادرش ایستمی خان گسترش یافت. سقوط دولت هپتالیان توسط اتحاد ایستمی خان و خسرو انوشیروان صورت گرفت و روابط حسنه این دو حکومت با ازدواج انوشیروان با دختر ایستمی خان بیشتر شد. به نوشتهٔ مسعودی نام این دختر که مادر هرمزد چهارم می‌شد، فاقم و به ثبت ابن بلخی قاقم و به نوشتهٔ یک اثر متأخر تاکوم بوده است. اولین خاقانات ترک به سرعت در غرب به دریای خزر گسترش یافت. بین سالهای ۵۸۱ و ۶۰۳، خاقانات ترک غربی در قزاقستان در طی یک جنگ داخلی از خاقانات ترک شرقی در مغولستان و منچوری جدا شد.

##### ورود به ایران

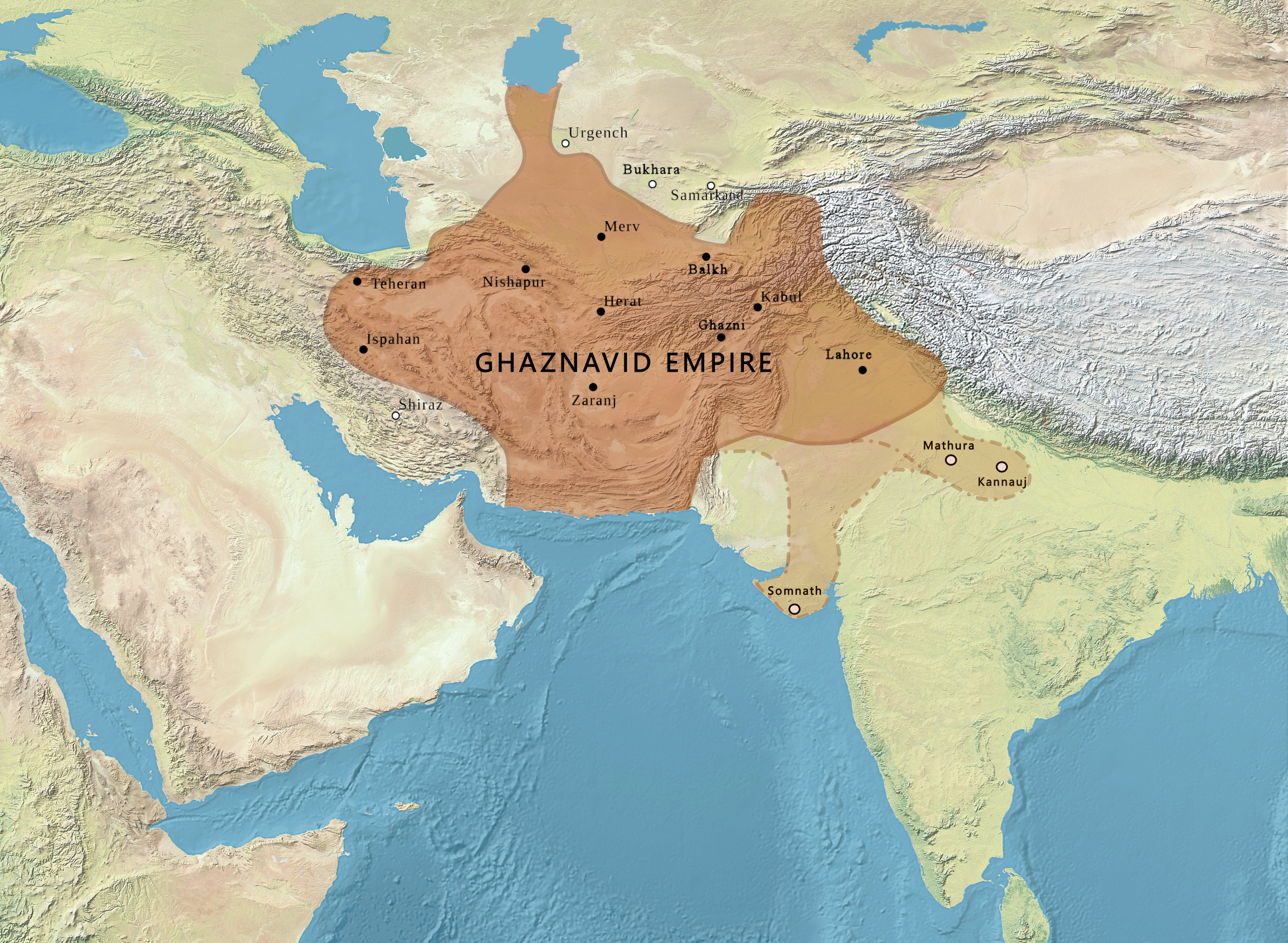
قلمرو غزنویان تحت حکومت سلطان محمود غزنوی

دودمان غَزنَوی یا غزنویان (۱۱۸۶–۹۷۷ میلادی) اولین دودمان ترک تبار بود که بر ایران حکومت کردند، غزنویان یک سلسلهٔ ترک نژاد با فرهنگ ترکی-ایرانی، پارسی‌گوی و مسلمان بود. شهرت این سلسله، بیشتر به خاطر فتوحاتی است که در هندوستان انجام داده است. پادشاهان غزنوی حامی زبان و ادبیات پارسی بودند به گونه ای که رنسانس زبان، فرهنگ و ادبیات فارسی را در دوره غزنوی در قرن یازدهم میلادی می‌دانند.  دانشمندان و شعرایی مانند فردوسی، ابوریحان بیرونی، فرخی سیستانی ، عنصری  به دربار سلطان محمود دعوت شدند. با فتح ری و اصفهان به دست سلطان محمود، ادبیات فارسی در آذربایجان و عراق عجم گسترش یافت. با فتح شمال هند توسط سلطان محمود غزنوی، فرهنگ و ادبیات فارسی به لاهور راه یافت، لاهور، تحت حکومت غزنویان در قرن یازدهم به یک مرکز مهم فرهنگی زبان و ادبیات پارسی تبدیل شد.

#### گسترش حکومت به تمام مناطق ایران و فتح آسیای کوچک

قلمرو امپراتوری سلجوقی در اوج قدرت از کوه‌های هندوکش تا مدیترانه

ترکان سلجوقی (۱۱۹۴–۱۰۳۷ میلادی) به رهبری طغرل بیک با شکست دادن غزنویان در نبرد دندانقان، سلطنت خود در ایران و آسیای میانه را آغاز کردند. پس از طغرل و در دوره سلطنت آلپ ارسلان، سلجوقیان با پیروزی در نبرد ملازگرد که به اسارت امپراتور بیزانس (رومانوس دیوژن) منجر شد باعث ورود طوایف ترکمان به آناتولی (ترکیه کنونی) شدند، سلجوقیان پس از پیروزی بر امپراطوری بیزانس (امپراتوری روم شرقی) در نبرد ملازگرد به پیشروی خود ادامه داده و علاوه بر آسیای صغیر بر خاور نزدیک از جمله فلسطین نیز مسلط شدند. پیروزی امپراتوری سلجوقی در نبرد ملازگرد تنها به شکست و اسارت امپراتور بیزانس (رومانوس دیوژن) منتهی نشد بلکه سد استوار امپراتوری بیزانس (امپراتوری روم شرقی) برای همیشه در برابر ایرانیان و مسلمانان فرو ریخت تا شروعی باشد برای وقایع بعدی در منطقه آسیای صغیر. در طول یک سده جمعیت بزرگی از ترکان اوغوز به سوی آناتولی مهاجرت کردند. تصرف آناتولی از سوی ترکان اغوز در عین حال موجب نجات جهان اسلام از مخاطرات و تهدیدات جدی امپراتوری بیزانس شد که با تصرف آسیای صغیر و ایجاد یک مدنیت نوین اسلامی برای جهان اسلامی موهبتی بود. تأسیس امپراتوری سلجوقیان روم توسط نوادگان ارسلان اسرائیل از اولین پیامدهای این پیروزی است سلجوقیان در این نبرد یکی از بزرگ‌ترین پیروزی‌های عالم اسلام بر مسیحیت را کسب کردند که آن را به عنوان جهاد مقدس نامیدند و بعدها به دلیل اهمیتش توسط مورخان به جنگ خندق دوم دنیای اسلام معروف شد.
سلجوقیان مراکز آموزش عالی را تأسیس کردند و حامیان هنر و ادبیات بودند. دستاوردهای علمی در دوران سلطنت آنها توسط دانشمندانی مانند عمر خیام و امام محمد غزالی مشخص می‌شود. در دوره امپراتوری سلجوقی، فارسی به زبان ضبط تاریخی تبدیل شد، در حالی که مرکز فرهنگ زبان عربی از بغداد به قاهره تغییر یافت. بنیادگذاری مدارس نظامیه توسط خواجه نظام‌الملک طوسی در بغداد، بلخ، نیشابور و اصفهان از کوشش‌های فرهنگی این دوره است. برنامه درسی نظامیه ابتدا به مطالعات دینی، قوانین اسلامی، ادبیات عرب و علم حساب متمرکز شده و بعداً به تاریخ، ریاضیات، علوم فیزیکی و موسیقی نیز تعمیم یافته است.
امپراطوری سلجوقی، از نظر سیاسی و مذهبی، میراث محکمی را برای جهان اسلام به جا گذاشت. در دوره سلجوقی، شبکه ای از مدارس (دانشکده‌های اسلامی) تأسیس شد که قادر به آموزش به مدیران دولتی و علمای دینی بود. در میان بسیاری از مساجد که توسط سلاطین سلجوقی ساخته شده بود، می‌توان به مسجد بزرگ اصفهان (مسجد جامع) اشاره کرد. استقلال فرهنگی زبان فارسی (از زبان عربی) در امپراتوری سلجوقی شکوفا شد. از آنجا که سلجوقیان، سنت اسلامی یا میراث ادبی قوی از خود نداشتند، زبان فرهنگی مدرسان فارسی خود در اسلام را به کار گرفتند، بدین ترتیب زبان و ادبیات فارسی در کل ایران رواج یافت و زبان عربی در آن کشور جز در آثار معارف دینی ناپدید شد.

#### پادشاهیانوشتکینو فرزندانش

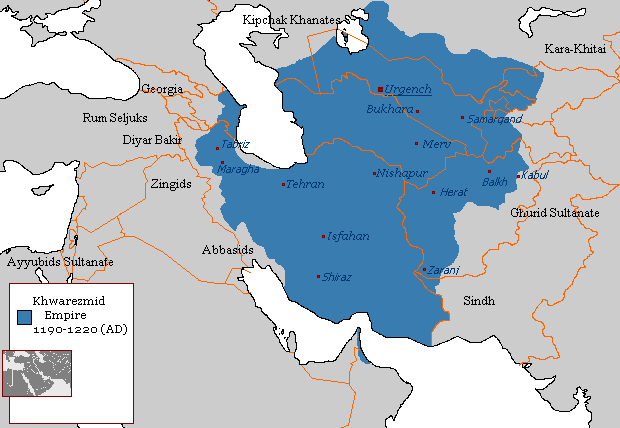
قلمرو سلطنت خوارزمشاهیان در حدود ۱۲۰۰ میلادی

پس از سلجوقیان، خوارزمشاهیان (۱۲۳۱–۱۰۷۷ میلادی) که دودمانی ترک نژاد و پارسی‌گوی با فرهنگ ترکی-ایرانی و سنی مذهب بود و توسط مملوکان تُرک شکل گرفت بر ایران و آسیای میانه حکومت کردند. خوارزمشاهیان ابتدا به عنوان حکومتی دست نشانده از طرف امپراتوری سلجوقی بوده و بعد از آن به صورت پادشاهی مستقل حکومت کردند. بنیانگذار این سلسله، انوشتکین بود که در سال ۱۰۷۷ میلادی توسط ملکشاه سلجوقی به عنوان حاکم خوارزم منصوب شد. فرزندان انوشتکین (تا پیش از ۱۱۵۷ میلادی) به نمایندگی از پادشاهان سلجوقی بر خوارزم حکمرانی می‌کردند. انوشتکین ممکن است متعلق به قبیله بیگدلی از ترکان اوغوز باشد.
وسعت قلمرو این سلسله طبق تخمین ۲٫۳ (یا طبق تخمین دیگر ۳٫۶) میلیون کیلومتر مربع بوده است.

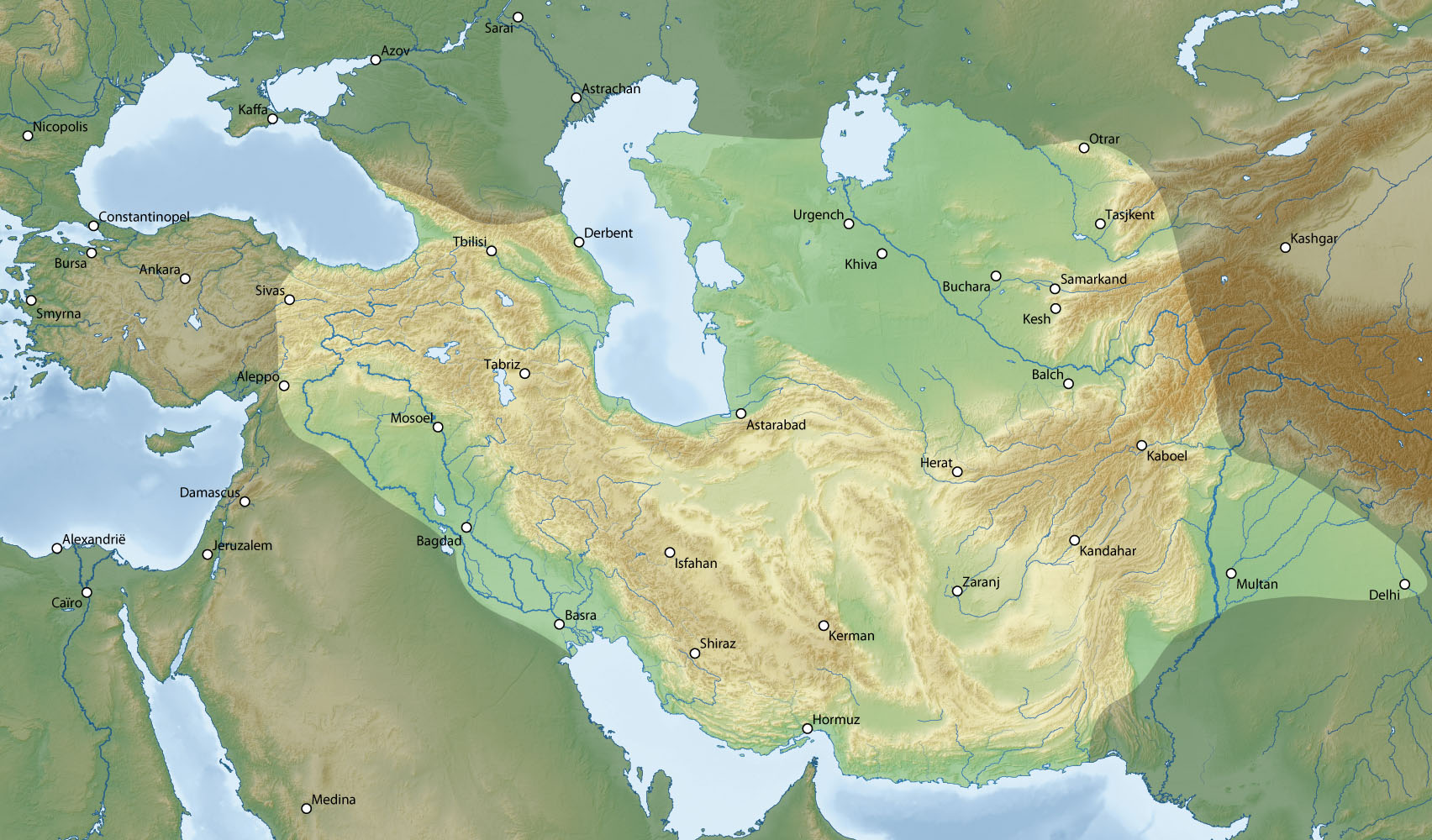
قلمرو امپراتوری تیموری

پس از ایلخانان و ایجاد حکومت ملوک الطوایفی در ایران، امپراتوری تیموری (۱۵۰۷–۱۳۷۰ میلادی) شکل گرفت. تیمور گورکانی (فاتح تُرکی-مغولی) نخستین امیر گورکانی (تیموری) و پایه‌گذار این دودمان شاهی است، که در بیش‌تر سرزمین‌های آسیای مرکزی و غربی فرمان راند. امپراتوری تیموری یا امپراتوری گورکانی دودمانی مغول تبار با فرهنگی ترکی-ایرانی بود. تیمور در زبان جغتایی به معنای «آهن» است و از او با القاب «امیر تیمور»، «تیمور لنگ»، «تیمور گورکانی» و «صاحبقران» یاد شده است. عمدتاً از وی به خاطر فتوحات بی رحمانه از هند و روسیه تا دریای مدیترانه و برای دستاوردهای فرهنگی امپراتوری گورکانی یاد می‌شود.
در سال ۸۰۰ تیمور سرزمین فارس، بخشی از عراق و آذربایجان را گرفت و سلسلهٔ جلایریان را نیز منقرض کرد. آنگاه رو به خزر نهاد و اهالی برخی از شهرهای آن را به قتل رساند. در سال ۷۹۵ ه‍.ق بعد از انقراض مظفریان متوجه آسیای کوچک شد. در سال ۸۰۰ (۷۷۶ ه‍.خ) هند را فتح کرد و دهلی را به تصرف درآورد. با عثمانیان نیز جنگ‌ها کرد و در سال ۸۰۴ (۷۸۰ ه‍.خ) بایزید عثمانی را به اسارت بگرفت. تیمور در سال ۸۰۷ (۷۸۳ ه‍.خ) به سمرقند پایتخت خویش برگشت، عزم تسخیر چین را نمود ولی اجل مهلتش نداد و در سال ۸۰۷ (۷۸۳ ه‍.خ) در ۶۹ سالگی در قزاقستان درگذشت.

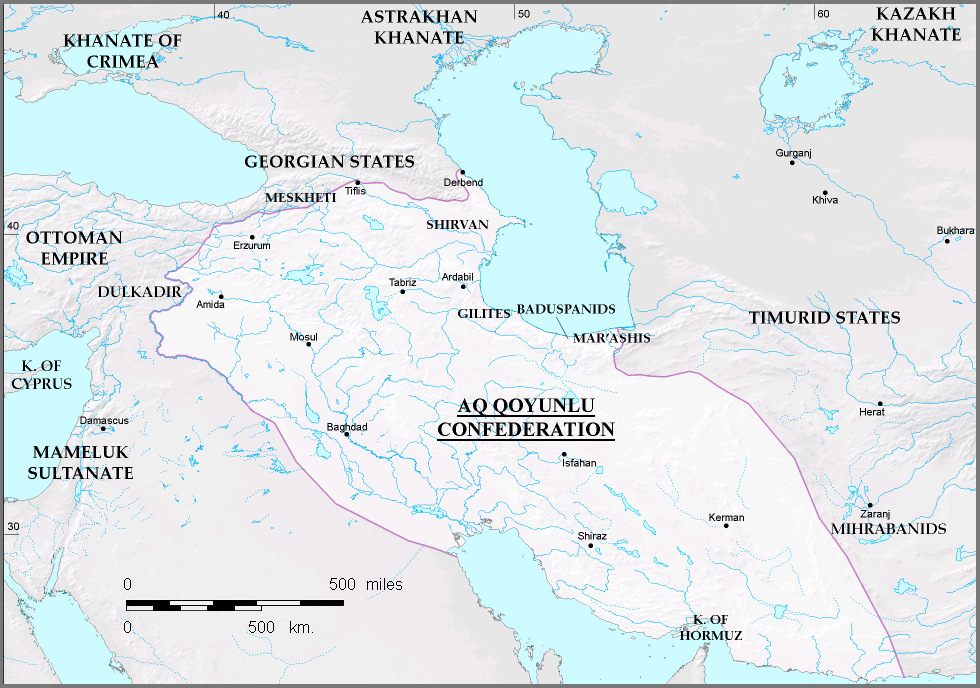
قلمرو آق قیونلوها

با شکست گورکانیان از آق قیونلوها (که از طوایف ترکمن بودند) و کشته شدن ابوسعید گورکان به دست اوزون حسن، قلمرو امپراتوری تیموری در بیشتر نقاط ایران به دست آق قیونلوها(۱۵۰۸–۱۳۷۸ میلادی) افتاد. اوزون حسن به عنوان مقتدرترین پادشاه آق قیونلو محسوب می‌شود، وی پدر بزرگ شاه اسماعیل صفوی از طرف مادری بود.
هرچند حکومت صفویه از سلسله‌های ترک تبار محسوب نمی‌گردد ولی مهم‌ترین نیروی نظامی که دودمان صفویه را به قدرت رساند قبایل هفتگانه ترک (قزلباش‌ها) بودند، که شاه اسماعیل به کمک ایشان توانست با شکست آق‌قویونلوها و ازبکان، در تبریز تاجگذاری کند. تمام شاهان صفوی در زمان به شاهی رسیدنشان به زبان ترکی آذربایجانی سخن می‌گفتند (به جز شاه اسماعیل یکم که از بدو تولد دوزبانه بود و به هر دو زبان فارسی و ترکی آذربایجانی سخن می‌گفت و شعر می‌سرود) ولی برخی معتقدند که خاندان صفوی ترکیزه شده و زبان ترکی را به عنوان زبان مادری خود پذیرفتند.

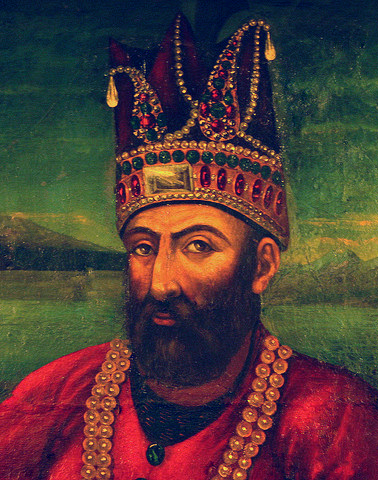
پُرتره‌ای از نادرشاه افشار که هم‌اکنون در موزه ویکتوریا و آلبرت لندن نگهداری می‌شود

پس از اشغال ایران در دوران صفویه بوسلیه افغان‌ها، نادر شاه افشار از ایل افشار (از طوایف ترکمان) که از مشهورترین پادشاهان ایران، پس از اسلام است با سرکوب افغان‌ها، دودمان افشاریه را بنیان نهاد و از ۱۱۱۴ تا ۱۱۲۶ خورشیدی پادشاه ایران بود. بیرون راندن عثمانی و روسیه از کشور و تجدید استقلال ایران و نیز فتح دهلی و ترکستان و جنگ‌های پیروزمندانه او سبب شهرت وی شد. اَفشار یا اوشار یکی از ایل‌های ترک اغوز ترکمان در زمان شاه اسماعیل صفوی همراه با شش ایل بزرگ ترک (ایل شاملو، ایل قاجار، ایل روملو، ایل استاجلو، ایل تکه‌لو، و ایل ذوالقدر) از آناتولی عثمانی به ایران آمدند و پایه‌های دودمان صفوی و سپاه قزلباش را بنیاد گذاردند. این قبایل بعدها به نام مشترک قزلباش خوانده شدند.

پرچم ایران در دوره پادشاهی قاجار

پس از افشاریان، قاجاریان (۱۹۲۵–۱۷۹۴ میلادی) که نام دودمانی از ترکمانان است از حدود سال ۱۱۷۴ تا ۱۳۰۴ هجری شمسی بر ایران به مدت صد و سی سال فرمان راندند. بنیان‌گذار این سلسله آغامحمدخان قاجار است. وی ابتدا در ساری مدعی سلطنت بر ایران شد و پایتخت خود را این شهر اعلام نمود و سپس پس از تصرف قفقازیه و سرکوب کلیه امراء و حکام داخلی در تهران مستقر شد و آن را دارالخلافه نامید و آخرین پادشاه قاجار، احمدشاه قاجار بود که در سال ۱۳۰۴ برکنار شد و رضاشاه پهلوی جای او را گرفت. جنگ‌های ایران و روسیه در دوره قاجار و قراردادهای ترکمنچای، گلستان و پاریس از مهم‌ترین وقایع دوران سلطنت قاجار است.

##### ورود ترک تباران به شمال آفریقا

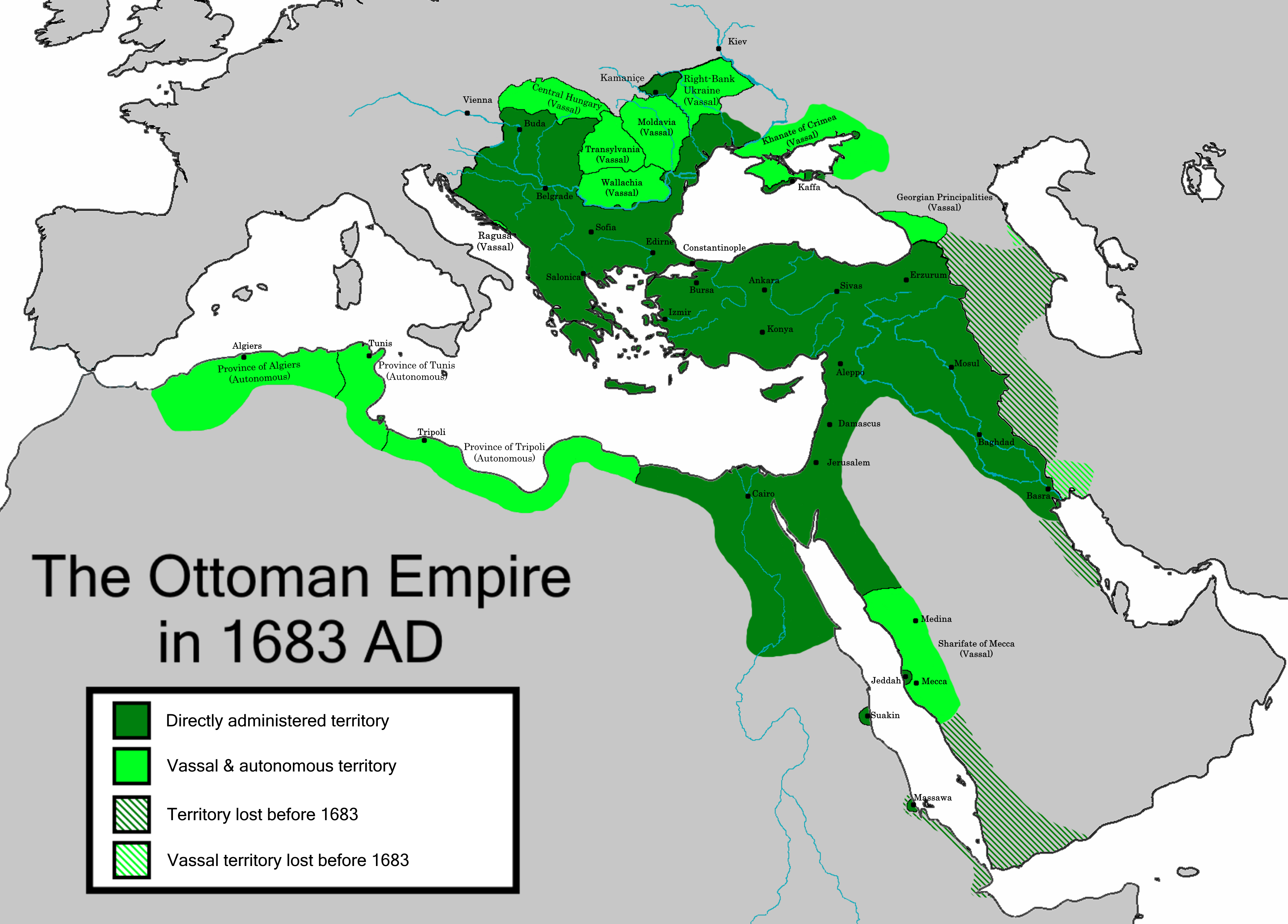
قلمرو امپراتوری عثمانی شامل کشورهایی از سه قاره

ترک‌های آفریقای شمالی (کولوگلیس) شامل ترک‌هایی می‌شود که در دوران حکمرانی سلطنت مملوک مصر، سلطنت ممالیک بحری (مصر)، طولونیان و امپراطوری عثمانی در شمال آفریقا شامل (لیبی، مصر، تونس و الجزایر) ساکن شده‌اند.
ترک‌های مصر به شهروندان مصر با پس زمینه قومی ترک گفته می‌شود. در اواخر قرن ۱۱ام، مصر برای اولین بار توسط سلسله بحری توسط ترک‌ها بنیان‌گذاری شد، این دودمان در سال ۱۵۱۷ از مملوکیان در نبرد ریدانیه در نزدیکی قاهره در شمال مصر اداره می‌شد، شکست خوردند. ترک‌هایی در ارتش و طبقه اشراف از آن دوران نیز حضور داشتند. پیشینه دیگری از حضور ترک‌ها در مصر به دوران امپراطوری عثمانی برمی گردد که کشور کنونی مصر جزئی از مستمعره و فتوحات عثمانی‌ها بود. در سال‌های قبل از انقلاب ۱۹۱۹ مصر، طبقات حاکم و بالا عمدتاً ترک یا از تبار ترک بودند، که همگی سهم وراث حکومت عثمانی مصر بودند. هیچ برآورد روشنی در مورد جمعیت ترک‌ها در مصر وجود ندارد، چندین منبع تعدادشان را در محدوده ۱۰۰٬۰۰۰ نفر، از سوی دیگر ادعاهایی مبنی بر جمعیت ۷۵۰٬۰۰۰ الی ۱٬۵۰۰٬۰۰۰ نیز وجود دارد.
ترک‌های تونس یا تونسی‌های ترک به اقوامی از ترکان آناتولی اطلاق می‌شود. که یک گروه اقلیت را در تونس تشکیل می‌دهند. برای اولین بار، حدود ده هزار سرباز ترک امپراطوری عثمانی در سال ۱۵۳۴ زمانی که تونس کنونی جزئی از حکومت عثمانی قلمداد می‌شد، وارد این منطقه شدند. با سقوط حکومت عثمانی، ترک‌ها و استعمارشان بر این منطقه برای قرن‌ها که تحت سلطه ترک‌ها بود، پایان پذیرفت. به عنوان یک نتیجه، ترکیب قومی تونس با مهاجرت ترکان از آناتولی و سیر تکاملی «کولوگلیس» که مردم از تغییرمخلوط ترک و مغرب مرکزی بودند، تشکیل یافتند. خانواده‌ها با اصالت ترک عمدتاً در نزدیکی شهرهای ساحلی، نظیر مهدیه و شهر تونس و اطراف جزیره جربه زندگی می‌کنند.
ترک‌های الجزایر یا الجزایری‌های ترک گروه قومی از ترک‌های آناتولی هستند؛ که یک گروه اقلیت را الجزایر تشکیل می‌دهند. در طول حکمرانی امپراطوری عثمانی، الجزایر مستعمره و زیر سلطه سیاسی-منطقه‌ای این حکومت بود. به عنوان نتیجه، یک ترکیب قومی از الجزایری‌ها با مهاجرت ترک‌ها از آناتولی و سیر تکاملی از «کولوگلیس» که مردمی مخلوط از ترکی و مغرب مرکزی بودند، تشکیل یافتند. با توجه به گزارش سفارت ترکیه در الجزایر بین ۶۰۰٬۰۰۰–۷۰۰٬۰۰۰ مردم ترک در الجزایر زندگی می‌کنند، با این حال، سفارت فرانسه جمعیت ترک‌ها را تا حدود ۲ میلیون برآورد می‌کند. در سال ۱۹۵۳، صبری هیزمتلی مطرح کرد که که مردم با منشأ ترک ۲۵٪ از کل جمعیت الجزایر را تشکیل می‌دهند. با این حال، یا توجه به گزارش کسب و کار گروه آکسفورد در سال ۲۰۰۸ اظهار داشتند که بر اساس یک برآورد محتاطانه تر، نشان می‌دهد که مردم از تبار ترک، ۵٪ از کل جمعیت الجزایر را تشکیل می‌دهند براساس این گزارش، در سال ۲۰۰۶، جمعیت الجزایر ۳۴٫۸ میلیون نفر بود که جمعیت اقلیت ترک در حدود ۱٬۷۴۰٬۰۰۰ تخمین زده می‌شد. طی یک مقاله از روزنامه زمان در سال ۲۰۰۷ اظهار داشت که ترک‌ها تشکیل دهنده ۱۰٪ از جمعیت ۳۳٫۳ میلیون ساکنان الجزایر، یعنی ۳٬۳۰۰٬۰۰۰ نفر از منشأ ترک می‌باشند. در سال ۲۰۱۲، دفتر ملی الجزایر آمار کل جمعیت کشور را ۳۷٫۱ میلیون نفر اعلام کرد. اقلیت ترک به‌طور عمده در شهرهای بزرگ این کشور زندگی می‌کنند. آن‌ها به‌طور عمده دارای یک حضور سنتی و قوی در کنار موروها می‌دارند. بخش قابل توجهی از تلمسان نیز محل زندگی جامعه ترک در الجزایر می‌باشد. با توجه به حضور طولانی حاکمان ترک در قصبه الجزیره زندگی می‌کنند. جوامع قابل توجهی در بسکره، قبائل، وادالزیتون و استان مدیه حضور دارند.

## فرهنگ

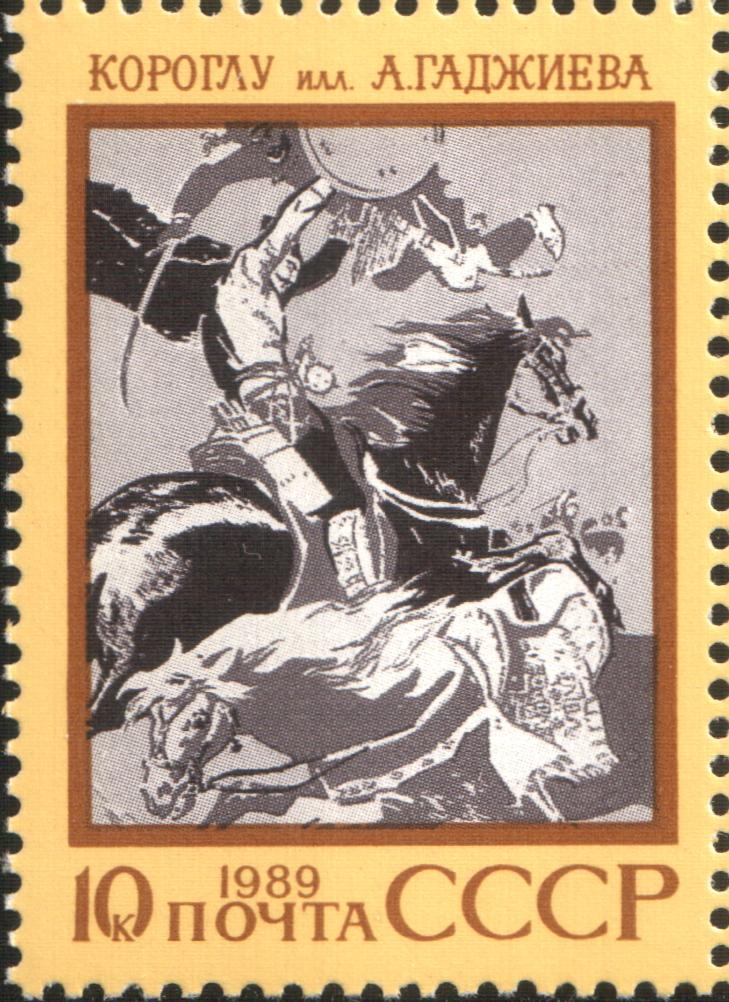
تمبر با شعر حماسی «کوراوغلو»، از مجموعه اشعار حماسه ملل اتحاد جماهیر شوروی، ۱۹۸۹

داستان‌های منظوم حماسی مردمان ترک، قبل از ابداع خط به وجود آمدند و سینه به سینه انتقال یافتند. مردمان ترک اصطلاحات مختلفی را برای نامیدن داستان‌های حماسی و قهرمانی و راویان آن‌ها استفاده می‌کنند. اغوزها سرایندهٔ داستان حماسی را اوزان می‌خواندند که اوزانچی، یانشاق، وارساق و دده نیز عنوان می‌شد. تقریباً در قرن نهم اوزان جای خود را به عاشیق سپرد. عاشیق‌ها از دوران قبل از اسلام در بین مردمان ترک وجود داشتند.
داستان‌های حماسی مردمان ترک به چهار گروه اصلی سکایی، هون، گؤک‌ترک و اویغور تقسیم شده است که با توجه به روند تاریخ ترکان است. حلقهٔ سکایی شامل داستان‌های تنکا الب‌ار و شو، حلقهٔ هون شامل داستان اغوز قاغان، حلقهٔ گؤک‌ترک شامل داستان‌های بوزقورد (گرگ خاکستری) و ارگنه‌قون (گذرگاه صعب‌العبور) و حلقهٔ اویغور شامل داستان‌های تورییش (پیدایش) و کوچ که با یکدیگر پیوستگی دارند، است.
کاشغری خلاصه‌ای از داستان فرمانروای ترک، «شو»، را ذکر کرده که مربوط به مقابلهٔ شو با حملهٔ اسکندر ذوالقرنین به ترکستان غربی است.
تعداد داستان‌های حماسی ترکان بسیار است. علاوه بر داستان‌های حماسی باستانی و حدود هفتاد داستان جدید شامل عناصر باستانی، مؤلفان تاریخ ادبیات دنیای ترک از حدود صد و بیست داستان حماسی جدید نام برده‌اند که داستان‌های حماسی ماناس، کوراوغلو و آلپامیش از اهمّ آنهاست. سرودن داستان‌های حماسی در بین ترکان تا این اواخر وجود داشته است که ازنظر شکل و محتوا با سنت داستان‌پردازی قبلی متفاوت است.
مبتنی بر حوادث تاریخی بودن، حضور مخلوقات خارق‌العاده در کنار شخصیت‌های واقعی، تعدّد حوادث فوق طبیعی، عموماً منظوم یا دارای نظم و نثر بودن، عدم وجود مؤلف شناخته‌شده، زبان روان و ساده و برگرفته از زبان مردم و شکل گرفتن در محیط جغرافیایی و زمان خاص و تحول در زمان و مکان وقوع حوادث با مهاجرت ناقلانشان به جاهای دیگر، مهم‌ترین ویژگی‌های داستان‌های حماسی ترکان است.

## تُرک‌ها در منابع اسلامی و احادیث
از محمد در کتاب صحیح بخاری و کتاب صحیح مسلم که معتبرترین کتب روایی نزد اهل سنت هستند و آن را بعد از قرآن، صحیح‌ترین کتاب می‌دانند در مورد تُرکها حدیثی نقل شده و در کتاب سنن ابی داود سیستانی (از صحاح سته و از معتبرترین منابع اهل سنت) فصلی با عنوان «باب فی النهی عن تهییج التُرک» (باب نهی پیامبر از خشمگین ساختن تُرک‌ها) بیان شده است. همچنین در کتاب وسایل الشیعه تألیف شیخ حر عاملی، فصلی به نام «باب اِستِحباب مُتارِکة التُرک ما دامَ یُمکِن التَّرک» (باب مستحب بودن تَرک مخاصمه با تُرکان تا حد امکان) اختصاص یافته.
بر اساس این احادیث، جاحظ (ابوعثمان عمرو بن بحر، پادشاه نثر ادبی) می‌گوید که یزید بن قتاده پس از فتح ایران و حمله به شمال شرق، در طول کشمکش با تُرکان، با ذکر این حدیث، سخن خلیفه (عمر بن خطاب) را به سربازان عَرَب یادآوری کرد که آنان را هشدار داده بود: «تُرکان دشمنانی خشمگین اند» و مانع از حملهٔ اعراب به تُرکان شد. در روایتی دیگر، جاحظ می‌گوید هنگامی که حمزة بن آذرک که والی بخشی از خراسان بود، یک گروه سواره نظام تُرک به او حمله کردند. سربازان حمزه بن آذرک بیشتر از تُرکان بود، اما سربازانش را از جنگیدن با آنان بازداشت و گفت:
«اگر آنها تمایلی به جنگ ندارند، جنگ را آغاز نکنید، چون در حدیث آمده است که تا زمانی که شما را رها کرده‌اند، آنها را رها کنید.» در ادامه می‌گوید: «حدیث پیامبر اکرم صلی الله علیه و آله نصیحتی به تمام اَعراب است. راه درست برای ما این است که با آنان (تُرک‌ها) صلح آمیز زندگی کنیم و جنگ را کنار بگذاریم. چه می‌اندیشید در مورد ملّتی که حتّی هنگامی که اسکندر مقدونی، بعد از تسلّط بر جهان، تُرکان را دید و به آنان نزدیک نشد.
طبق نظر مُحدث مشهور اهل سنت، محمد جریر طبری (مورخ بزرگ و مؤلف تاریخ طبری)، نامه اَحنف بن قیس به خلیفه (عمر بن خطاب) او را عمیقاً در مورد پیروزی‌های درخشان در شمال ایران و در نتیجه مجاور شدن با تُرکان در آینده نگران کرده بود. خلیفه نتوانست اندوه خود را پنهان کند و صراحتاً به همراهانش گفت: «من آرزو می‌کردم هرگز لشکری به خراسان نفرستاده بودم و ای کاش رودخانه ای از آتش بین ما قرار داشت». اَحنف بن قیس (فاتح شمال ایران) و سردار مقتدر خلیفهٔ دوم، زمانی که خاقان پادشاه ترکان در مرز ظاهر شد، همین سیاست «عدم درگیری» و «خشمگین ننمودن» را نسبت به ترکان در پیش گرفت.
طبق روایت طبری بعد از بهبودی اوضاع، خلیفه (عُمَر) بار دیگر نامه ای به سردارش احنف نوشت و به او دستور داد که پیشروی در مشرق و در مسیر سرزمین تُرکان را متوقف کند و گفت: «از رود جیحون فراتر نروید و به این سوی آن بسنده کنید، اگر شما این کار را انجام دهید، پیروزی برای شما باقی خواهد ماند. من تکرار می‌کنم از رود جیحون عبور نکنید، وگرنه شکست خواهید خورد.»
مجمد بن جریر طبری می‌گوید، احنف بن قیس (سردار مسلمانان) پس از فتح شمال شرق ایران، در موقعیتی که احتمال رویارویی با تُرکان وجود داشت به لشکریانش گفت که نمی‌خواهد با تُرکان بجنگد مگر اینکه جنگ اجتناب ناپذیر شود. او اشاره کرد که خلیفه دوم (عُمَر) توصیه نموده که از جیحون عبور نکنند و وارد سرزمین‌های تُرکان نشوند.
علی بن ابی‌طالب در وصف ترک‌ها می‌گوید: گویا آنان را می‌بینم که با رخساری چونان سپرهای چکش خورده، لباس‌هایی از دیباج و حریر پوشیده، که اسب‌های اصیل را یدک می‌کشند و آنچنان کشتار و خونریزی دارند که مجروحان از روی بدن کشتگان حرکت می‌کنند و فراریان از اسیرشدگان کمترند.

## زبان‌های ترکی
زبان‌های ترکی به دو دستهٔ کلی شرقی و غربی تقسیم می‌شود. زیرمجموعه‌های شرقی زبان‌های ترکی عبارت‌اند قزاقی، قرقیزی و ازبکی و زیرمجموعه‌های غربی زبان ترکی نیز شامل ترکی استانبولی، ترکمنی و ترکی آذربایجانی می‌شوند.
همچنین، زبان‌های ترکی به شش دستهٔ جزئی تقسیم می‌شود.
- خانوادهٔ چوواش (اُغور یا بلغار)
- خانوادهٔ شمال غربی (قپچاق)
- خانوادهٔ جنوب غربی (اُغوز)
- خانوادهٔ جنوب شرقی (قارلق)
- خانوادهٔ شمال شرقی (ترکی سیبری)
- خانوادهٔ خلجی (آرگو)

زیرمجموعه‌های شرقی زبان ترکی عبارتند از اویغوری، قزاقی، قرقیزی و ازبکی، و زیرمجموعه‌های غربی زبان ترکی نیز شامل ترکی استانبولی، ترکمنی، ترکی قشقایی، ترکی آذربایجانی و خلجی است.
زبان‌های ترکی به‌همراه زبان‌های مغولی، تونگوزی و برخی موارد کره‌ای و ژاپنی جزء زبان‌های آلتایی به‌شمار می‌رفتند ولی امروزه هم نظریه زبان‌های اورال - آلتایی و هم نظریه زبان‌های آلتایی به‌طور گسترده‌ای رد شده‌اند و تنها می‌توان زبان‌های ترکی را تحت خانواده زبانی خود بررسی کرد.

## زبان‌های ترکی در خطر انقراض و نابودی
زبان درخطر به زبانی گفته می‌شود که در معرض نابودی باشد. تعداد گویشوران یک زبان درخطر به‌طور لزوم کم نیست، بلکه حتی اگر تعداد آن‌ها طی مدت به نسبت کوتاهی در حال کاهش شدید بوده باشد، باز با آن به سان زبان درخطر برخورد می‌شود.

### روسیه
- مقاله اصلی: (en:List of endangered languages in Russia) و (en:Languages of Russia)

۱۵ زبان از خانواده زبان‌های ترکی در روسیه در فهرست زبان‌های در خطر (en:Lists of endangered languages) و در معرض انقراض و نابودی کامل هستند:
1. زبان آلتای (en:Altai language) / (en:Northern Altay language) - به شدت در معرض خطر Severely endangered - گویش وران ۵۵٬۷۲۰ نفر
2. زبان تاتارهای بارابا (en:Baraba Tatar language) - به شدت در معرض خطر Severely endangered - گویش وران ۸٬۰۰۰ نفر
3. زبان تاتارهای سیبری (en:Siberian Tatar language) - به‌طور قطع در معرض خطر Definitely endangered - گویش وران ۱۰۰٬۰۰۰ نفر
4. زبان باشقیری (en:Bashkir language) - آسیب‌پذیر Vulnerable - گویش وران ۱٬۲۰۰٬۰۰۰ نفر
5. زبان چولیمی (en:Chulym language) - به‌طور بحرانی در معرض خطر Critically endangered - گویش وران ۴۴ نفر
6. زبان چوواشی (en:Chuvash language) - آسیب‌پذیر Vulnerable - گویش وران ۱٬۰۴۲٬۹۸۹ نفر
7. زبان دولگانی (en:Dolgan language) - به‌طور قطع در معرض خطر Definitely endangered - گویش وران ۱٬۱۰۰ نفر
8. زبان کاراچایی-بالکاری (en:Karachay-Balkar language) - آسیب‌پذیر Vulnerable - گویش وران ۳۱۰٬۰۰۰ نفر
9. زبان خاکاسی (en:Khakas language) - به‌طور قطع در معرض خطر Definitely endangered - گویش وران ۴۳٬۰۰۰ نفر
10. زبان قموقی (en:Kumyk language) - آسیب‌پذیر Vulnerable - گویش وران ۴۵۰٬۰۰۰ نفر
11. زبان نوقایی (en:Nogai language) / (en:Yurt Tatar language) - به‌طور قطع در معرض خطر Definitely endangered - گویش وران ۸۷٬۰۰۰ نفر
12. زبان شور (en:Shor language) - به شدت در معرض خطر Severely endangered - گویش وران ۲٬۸۰۰ نفر
13. زبان توفا (en:Tofa language) - به‌طور بحرانی در معرض خطر Critically endangered - گویش وران ۹۳ نفر
14. زبان تووایی (en:Tuvan language) - آسیب‌پذیر Vulnerable - گویش وران ۲۸۰٬۰۰۰ نفر
15. زبان یاقوتی (en:Yakut language) - آسیب‌پذیر Vulnerable - گویش وران ۴۵۰٬۰۰۰ نفر[۲۲۴][۲۲۵][۲۲۶][۲۲۷]

### چین

#### زبان اویغوری
بعد از انقراض زبان جغتایی، زبان اویغوری و زبان ازبکی در مناطقی که زبان جغتایی صحبت می‌شد، توسعه پیدا کردند. امروزه زبان اویغوری در نتیجه ریشه گرفتن از زبان جغتایی، شامل وام واژه‌های فراوانی از زبان فارسی است.

#### زبان سالاری
یکی از زبان‌های ترکی و از شاخه اغوز است که حدود هفتاد هزار تن گویشور دارد. بیشتر سالارها در استان‌های گانسو و چینگ‌های در کشور چین زندگی می‌کنند. زبان سالار به دو گروه بزرگ گویشی تقسیم می‌شود. این انشعاب از آن جا سرچشمه گرفته است که یکی از شاخه‌های گویشی از زبان‌های تبتی و چینی و شاخه دیگر از زبان‌های اویغوری و قزاقی تأثیر پذیرفته است. فقط یک سوم جمعیت قوم سالار به زبان سالاری تکلم می‌کنند که به ترکمنی شبیه است. بخش دیگر نیز به زبان تبتی و تعداد بیشتر آنان به زبان چینی صحبت می‌کنند. زبان امروزی سالار تأثیر زیادی از زبان‌های همسایه چینی و تبتی گرفته است. در پایان باید گفت که زبان سالار صورت مکتوب ندارد. به این خاطر مردم سالار، به عنوان زبان نوشتاری خود اویغوری را برگزیده بودند.

### افغانستان
شماری از زبان‌ها، مانند زبان‌های ترکی و مغولی که در گذشته در افغانستان مورد استفاده برخی از گویشوران بوده، به کلی نابود شده است و گویشوران آن‌ها در حال حاضر به زبان‌های دیگر سخن می‌گویند.

### ایران

#### ترکی آذری
زبان ترکی آذربایجانی از عهد صفویه به بعد جایگزین لهجهٔ ایرانی پهلوی آذری شده است. زبان ساکنان آذربایجان -با وجود مهاجرتهای ترکمانان از قرن پنجم هجری به بعد به این سرزمین- یکی از لهجه‌های ایرانی، یعنی لهجهٔ پهلوی آذری بوده است، همان‌طوری که فی المثل در شهر ری لهجهٔ رازی و در مازندران لهجهٔ طبری رایج بوده است و این لهجهٔ ایرانی آذری چنان‌که گذشت تا حدود قرن دهم و یازدهم در آن منطقه زنده بوده است. ما در این مورد شواهدی متعدد در دست داریم که تنها به دو مورد آن اشاره می‌کنیم:
علی ابوالقاسمی، کارشناس و پژوهشگر حوزه تاریخ و فرهنگ بومی ضمن هشدار در مورد نابودی زبان ترکی آذری شمال استان همدان گفت: زبان ترکی در شمال استان همدان آسیب جدی دیده است و طی سال‌های آینده نابود می‌شود. وی گفت زبان ترکی در شمال استان همدان مورد بی‌توجهی و بی‌مهری قرار گرفته است که بخشی از علل آن به بطن جامعه ترک زبانان شهرستان‌های شمالی استان همدان برمی‌گردد. به مرور زمان، واژه‌های زبان ترکی در معرض فراموشی قرار گرفته است و کلماتی از دیگر زبان‌ها، از جمله فارسی و عربی در میان لهجه‌های ترک زبان این استان رسوخ یافته است. ابوالقاسمی بیان کرد اکثر والدین کودکان زبان گفتاری آنان را از ترکی به فارسی تغییر داده‌اند.
ناصر خسرو قبادیانی (۳۹۴–۴۸۱ هـ. ق) شاعر و نویسندهٔ معروف در سفرنامه‌اش نوشته است:
«… در تبریز قطران نام شاعری را دیدم، شعری نیک می‌گفت، اما زبان فارسی نیکو نمی‌دانست. پیش من آمد، دیوان منجیک و دیوان دقیقی بیاورد، و پیش من بخواند و هر معنی که مشکل بود از من پرسید به او بگفتم، و شرح آن بنوشت و اشعار خود بر من خواند.»
اسدی طوسی (متوفی ۴۶۵ هـ. ق) سرایندهٔ گرشاسب‌نامه، نیز در سبب تألیف کتاب لغت فرس برای شاعران اران و آذربایجان نوشته است:
«و غرض ما اندر این، لغات پارسی‌ست که دیدم شاعران را که فاضل بودند و لیکن لغات پارسی کم می‌دانستند…»
در هر مورد، بی تردید، مقصود از «زبان فارسی» و «لغات پارسی» چیزی به جز زبان و لغات فارسی دری رایج در خراسان و شرق ایران در آن روزگار نیست، چه قطران قادر بوده است دو دیوان شعر شاعران خراسانی را که به فارسی دری بوده است پیش ناصر خسرو بخواند و تنها معنی کلماتی را که نمی‌دانسته است (یعنی لغات مخصوص شرق ایران و لهجهٔ دری) از وی بپرسد. از سوی دیگر ناصر خسرو هم شعر قطران تبریزی را می‌فهمیده است. لغاتی را هم که اسدی طوسی در کتاب لغت خود آورده است عموماً از همان واژگان مخصوص شرق ایران و لهجهٔ دری است که ایرانیان آذری‌زبان آذربایجان آن‌ها را فهم نمی‌کرده‌اند.
چنین «آذری» نام یکی از لهجه‌های ایرانی‌ست و کاربرد آن به جای «ترکی» در چند دههٔ اخیر نادرست است. زبان ایرانیان آذربایجانی از قرن دهم و یازدهم هجری تا به امروز زبان ترکی‌ست و برای تشخیص آن از دیگر لهجه‌های ترکی، آن را ترکی آذربایجانی یا ترکی آذری می‌توان نامید نه «آذری».

#### ترکی خراسانی
سازمان یونسکو از زبان‌های در معرض خطر جهان یا منسوخ شده، اطلسی تهیه کرده است که به صورت آنلاین و به کمک نقشه‌های گوگل قابل مشاهده است. در این لیست، برای کشور ایران ۲۵ زبان در معرض خطر نشان داده شده است که ترکی خراسانی یکی از این زبان‌ها است و با عنوان زبان آسیب‌پذیر (Vulnerable) از آن یاد شده است. این زبان بیشتر در استان خراسان شمالی صحبت می‌شود ولی در استان‌های خراسان رضوی و گلستان هم گویشور دارد. بیشتر کسانی که به زبان ترکی خراسانی سخن می‌گویند به زبان فارسی نیز مسلط هستند. نابودی تدریجی زبان ترکی خراسانی در شمال و مرکز خراسان رخ داده است.

#### ترکی قشقایی
زبان ترکی قشقایی یکی از لهجه‌های شاخه جنوب غربی زبان ترکی است که قشقایی‌ها بدان تکلم می‌کنند. در واژگان قشقایی تأثیر زبان فارسی مشخص است، در متون جمع‌آوری شده توسط دوئرفر و همکارانش از فیروزآباد دخیل‌های فراوان عربی دیده می‌شود. واژگان حکومتی و نظامی مانند پاسبان، پیکان و شاه بیشتر از فارسی وارد این زبان شده‌اند. قاموس دینی بیشتر ریشه عربی دارد اما از فارسی وارد این زبان شده‌اند و ویژگی‌های فارسی‌شان را حفظ کرده‌اند. واژگان پزشکی نیز تحت تأثیر فارسی است مانند بیمار، درد و دارو. بنا به یک پژوهش، در فیروزآباد قشقایی‌ها در همه سنین از زبان مادری در حوزه‌های دوستانه و خانوادگی استفاده می‌نمایند، اما در شیراز افراد زیر بیست سال خانواده‌های ترک‌زبان تمایل چندانی به استفاده از زبان مادری ندارند. در شیراز در حوزه‌های مختلف زبان غالب فارسی است و در موقعیت‌های غیررسمی در بعضی از مواقع زبان مادری استفاده می‌شود در صورتی که در فیروزآباد در شرایط مشابه ترکی ترجیح داده می‌شود. ترکی در شیراز به شدت تحت تأثیر فارسی است. زبان قشقایی در میان جوانان به تدریج در حال از دست دادن کاربری‌اش است.

#### زبان خلجی
نشانه‌هایی تاریخی نشان می‌دهد که خلج‌ها احتمال دارد در اصل مردمی آریایی‌نژاد و گروهی از سکاها بوده‌اند که در آسیای میانه ترک‌زبان شده‌اند. مردم خلج از نظر فرهنگی ایرانی محسوب می‌شوند. امروزه زبان خلجی در معرض انقراض قرار دارد و جای خود را بین نسل جدید خلجی‌ها به فارسی داده است. نسل جدید تنها در حد درک مطلب با این زبان آشنائی دارند و دیگر در میان خود از این زبان استفاده نمی‌کنند. بر اساس آمار سایت اتنولوگ تعداد گویش وران زبان خلجی در ایران ۴۲٫۱۰۰ نفر می‌باشد.

#### ایل بچاقچی
بچاقچی، یکی از بزرگ‌ترین ایلات استان کرمان است. ایشان شیعه‌مذهب هستند و در گذشته به گویشی از ترکی صحبت می‌کردند ولی امروزه بیشتر شهرنشین شده و به فارسی صحبت می‌کنند. واژه بچاقچی در ترکی به معنای چاقوساز است و گویا از نام یکی از رؤسای گذشته ایل گرفته شده است.

### عراق
اگرچه برخی از آن‌ها قادر به حفظ هویت زبانی خود شده‌اند، اما ترکمنهای امروزی عراق به سرعت جذب جمعیت عموم، اکثریت و دیگر قبایل سازماندهی شده‌اند. بسیاری از فرزندان امروزی اولین دوره مهاجران ترکمن در داخل مردم محلی عرب جذب شده‌اند. در سال ۱۹۵۷ در آخرین سرشماری قابل اعتماد به رسمیت شناخته شدند، ولی بعد از آن با سیاست‌های عرب‌سازی حزب بعث مواجه شدند. زبان رسمی نوشتاری ترکمن‌ها، ترکی استانبولی است، و الفبای جدید آن، الفبای لاتین می‌باشد. به‌طور عموم ترکمنهای عراق «ترکمان»، «ترکمنان»، «ترکمانان» یا «ترکمن» نامیده می‌شوند و نباید آنان را با کسانی که به زبان ترکمنی در ترکمنستان تکلم می‌کنند، یکسان دانست.

## سلسله‌های ترک تبار و زبان فارسی
دانشنامه بریتانیکا (به انگلیسی: Encyclopædia Britannica) به عنوان قدیمی‌ترین دانشنامه انگلیسی‌زبان که در حال حاضر یکی از مهم‌ترین و معتبرترین منابع به زبان انگلیسی به‌شمار می‌رود چنین بیان کرده است: استقلال فرهنگی زبان فارسی (از زبان عربی) در امپراتوری سلجوقی شکوفا شد. از آنجا که سلجوقیان، سنت اسلامی یا میراث ادبی قوی از خود نداشتند، زبان فرهنگی مدرسان فارسی خود در اسلام را به کار گرفتند، بدین ترتیب زبان و ادبیات فارسی در کل ایران رواج یافت و زبان عربی در آن کشور جز در آثار معارف دینی ناپدید شد.
ترکان سلجوقی مراکز آموزش عالی را تأسیس کردند (متن انگلیسی: founded universities) و حامیان هنر و ادبیات فارسی بودند. دستاوردهای علمی در دوران سلطنت آنها توسط دانشمندانی مانند عمر خیام و امام محمد غزالی مشخص می‌شود. در دوره امپراتوری سلجوقی، فارسی به زبان ضبط تاریخی تبدیل شد، در حالی که مرکز فرهنگ زبان عربی از بغداد به قاهره تغییر یافت.
پادشاهان سلجوقی برخی خود شعر می‌سرودند، چنان‌که ملکشاه یکم هم اشعار فارسی حفظ داشت و هم خود به فارسی شعر می‌گفت و همچنین طغرل سوم آخرین پادشاه این سلسله شاعر فارسی گوی بوده است.
نوزایی (رنسانس) زبان، فرهنگ و ادبیات فارسی در دوره ترکان غزنوی در قرن یازدهم میلادی صورت گرفت.  دربار امپراتوری غزنوی به دلیل حمایت از ادبیات فارسی چنان مشهور بود که شعرایی همچون فرخی سیستانی برای ادامه فعالیت به نزد آنان سفر کردند. مجموعه شعر کوتاه عنصری (شاعر پارسی‌گوی) به سلطان محمود و برادرانش نصر و یعقوب اختصاص یافته است. سلطان محمود، غزنی را به مرکز آموزش علوم تبدیل کرد و فردوسی و ابوریحان بیرونی را به دربار خود دعوت نمود. او ترجیح داد که شهرت و جلالش به زبان فارسی ثبت گردد و صدها شاعر پارسی‌گوی در دربار او جمع شدند. وی کتابخانه‌های زیادی از ری و اصفهان به پایتخت خود آورد. با فتح ری و اصفهان به دست سلطان محمود، ادبیات فارسی در آذربایجان و عراق عجم گسترش یافت.
غزنویان نوشته‌های تاریخی به زبان فارسی تدوین کردند. تارخ بیهقی که در نیمه دوم قرن یازدهم نوشته شده است، نمونه ای از آن است. با فتح شمال هند توسط سلطان محمود غزنوی، فرهنگ و ادبیات فارسی به لاهور راه یافت شد، که بعدها شعرای مشهوری همچون مسعود سعد سلمان در هندوستان پرورش یافتند. لاهور، تحت حکومت غزنویان در قرن یازدهم، دانشمندان پارسی را از خراسان، هند و آسیای مرکزی جلب کرد و به یک مرکز مهم فرهنگی زبان و ادبیات پارسی تبدیل شد.
اگرچه پادشاهان غزنوی و فرماندهان نظامی آنها اصالتا ترک بودند، ولی از نظر ترویج زبان فارسی و حمایت از شاعران پارسی‌گوی، اهتمام شاهان غزنوی برای گسترش زبان و ادب پارسی، بیشتر از رقبای ایرانی خود یعنی سلسله آل بویه بود که از شعرای عرب تمجید کرده و حامی بزرگ و مروج زبان و ادبیات عربی بودند. (متن انگلیسی دانشنامه ایرانیکا: a great patron of Arabic letters, and the patronage extended to the outstanding Arab poet al-Motanabbi, distinguished himself in the promotion of Arabic letters).
امپراتوری تیموری (گورکانی) دودمانی ترک‌تبار با فرهنگی ایرانی بود. در دوران حکومت امپراتوری گورکانیان هند، زبان فارسی در هندوستان گسترش پیدا کرد. تأثیر ظهور این خاندان در هند، گسترش و رونق زبان فارسی را به حدی رسانید که ادبیات فارسی نه تنها مایه حیات روحی مردم عام شد بلکه این زبان، زبان رسمی درباریان نیز گردید. این رویکرد باعث هجرت بسیاری از هنرمندان، نویسندگان و شاعران از ایران به هند شد. دوران طلایی ادب فارسی در هند، دورهٔ اکبر کبیر (اکْبَرشاه) است. به امر وی وزیرش تودارمال فرمانی را صادر کرد که به موجب آن، زبان فارسی‌زبان تمام امپراتوری اعلام گردید. همچنین به فرمان اکبرشاه برخی از کتاب‌های مهم هندوان از سانسکریت به نظم و نثر فارسی ترجمه شد و بر غنای ادب فارسی افزوده گردید. اگر در دورهٔ غزنویان مرکز زبان فارسی در هند تنها شهر لاهور بود، این مرکزیت در سده‌های بعدی به ترتیب به مولتان و دهلی و اگره منتقل گردید. علاوه بر شاعران، دانشمندان و نویسندگان ایرانی که در مدت چند سده به هند مهاجرت کردند، از هندیان اعم از مسلمان و هندو، شاعران و نویسندگان و عالمان بزرگی ظهور کردند که آثارشان به فارسی است. دوران فرمانروایی گورکانیان هند با دورهٔ فرمانروایی دودمان صفوی در ایران هم‌زمان است که این خود به گونه‌ای ناخواسته یکی از عوامل مؤثر در نیرو گرفتن زبان پارسی در هند به‌شمار می‌رود. نوع نگاه پادشاهان صفوی به ادبیات و فرهنگ به گونه‌ای بود که شاعران و نویسندگان ایران را از بخشش و نواخت پادشاهان صفوی ناامید می‌کرد و آنان گاه ناگزیر و گاه مشتاقانه رهسپار دربار ادب‌پرور گورکانی می‌شدند. در این دوره، هنر هند با هنر و ادبیات پارسی ادغام شد.
چرا این ترکان فاتح، وزیران خود را از ایرانیان برمی‌گزیدند؟ چرا تشکیلات اداری و دولتی خود را به دست ایرانیان می‌سپردند؟ چرا به جای زبان ترکی -که زبان مادری و قوم و قبیلهٔ ایشان بود- زبان فارسی را به عنوان زبان اداری و ادبی سرزمینهای تحت تصرف خود به کار می‌بردند و در رواج آن حتی در سرزمینهای غیر ایرانی -به‌طور غیرمستقیم- می‌کوشیدند؟ چرا در دربارهایشان در بین تمام شاعران و نویسندگان و عالمان پارسی‌زبان یک شاعر یا نویسنده یا عالم ترک یا ترک‌زبان حضور نداشت که آثاری از خود به ترکی بر جای بگذارد؟ چرا این ترکان نو مسلمان متعصب -که حتی برای ادای «نذر» و کسب ثواب اخروی به سرزمینهای غیر مسلمانان حمله می‌بردند تا گروهی را به بردگی بگیرند و جمعی زیاد را بکشند و با غنیمتهای بسیار به سرزمین خود بر گردند، و البته سهم خلیفه را هم به بغداد بفرستند تا تردیدی در این امر باقی نماند که تمام لشکرکشیهای ایشان برای گسترش دین مبین اسلام بوده است- اجازه می‌دادند در دربارهای ایشان مراسم و آیینهای ایرانی و پارسی به مانند جشنهای نوروز و مهرگان و سده با تشریفات خاص برپا گردد در حالی که از برگزاری یک جشن و آیین ترکی در دربار ایشان حتی نامه به میان نیامده است؟ و… پاسخ همهٔ این پرسشها و سؤالهای مقدّر دیگر در این باب چیزی جز این نیست که این ترکان بیابانگرد مهاجم که قرنها بر ایران حکمرانی کردند، حامل تمدن و فرهنگ و زبان و ادبی غنی نبودند. آنان حتی قواعدی مکتوب به مانند یاسای چنگیزی نیز در دست نداشتند تا ایرانیان مغلوب را به اجرای آن مجبور سازند. علت اساسی ایرانی ماندن ایرانیان و ترک نشدن ایشان را در این شرایط دشوار، از یک طرف، و ایرانی شدن اکثر این ترکان را به مرور زمان در این قرون، تنها در فرهنگ ایران و زبان و ادب فارسی و عشق ایرانیان به حفظ میراث پدران خود باید جست، همچنان‌که پیش از این نیز به همین طریق از چنگ تازیان جان به سلامت برده بودند.

## اقوام ترک‌زبان
پراکندگی اقوام ترک‌زبان بر اساس کشور محل سکونت، دین، مذهب و زبان

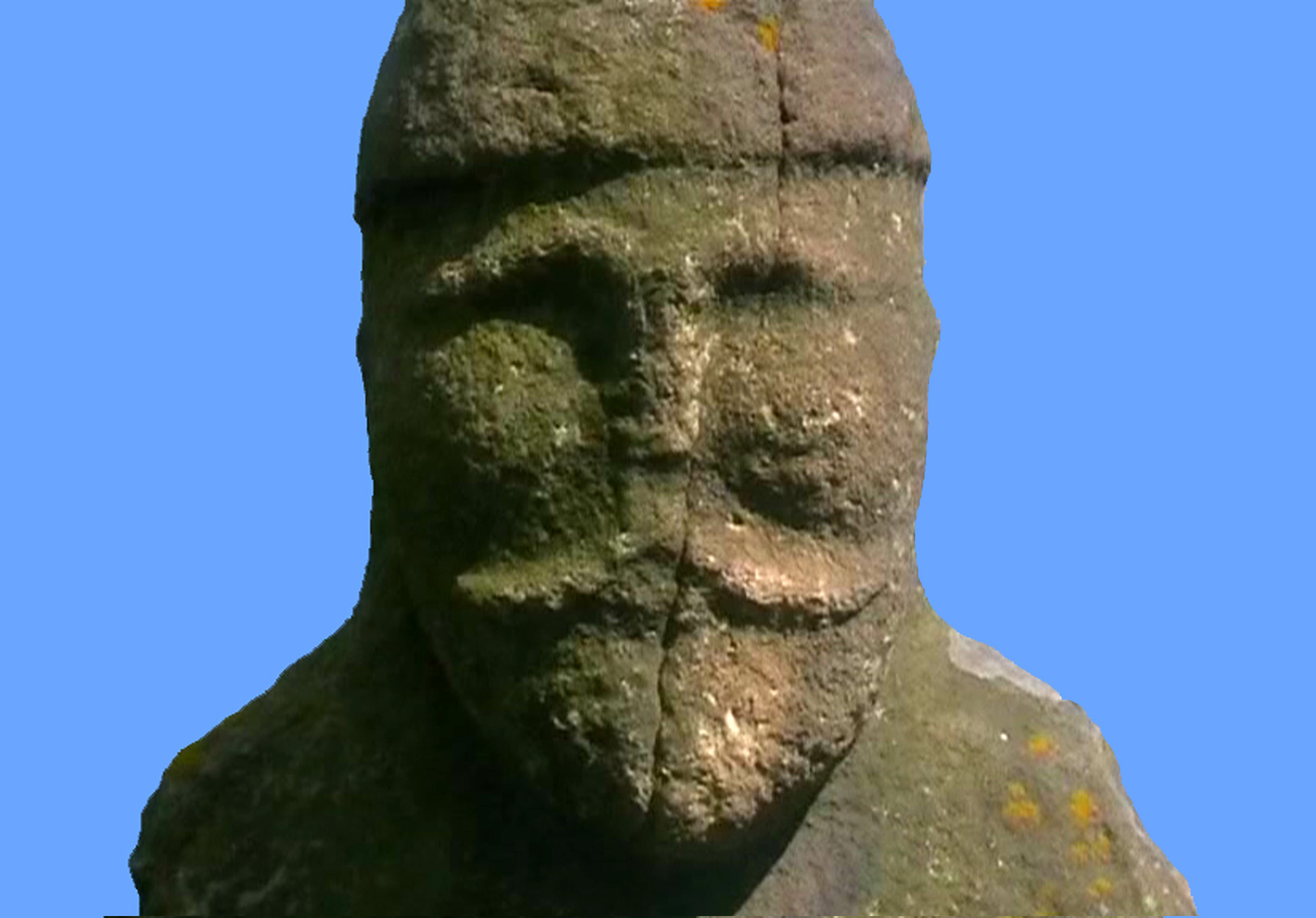
تصویری از قپچاق‌ها، متعلق به قرن ۱۲ میلادی، لوهانسک

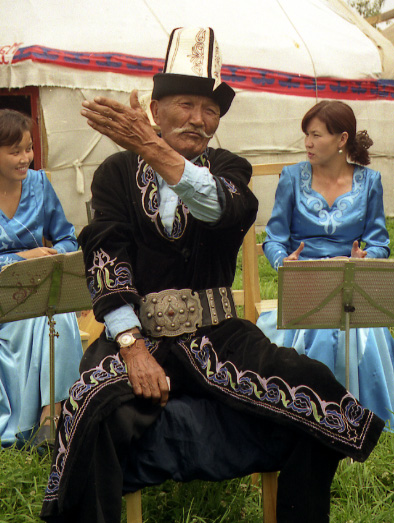
یک قرقیز مناسچی در یک یورت در شهر کاراکول

| ردیف | قومیت                                                                                                 | کشورهای مسکون                                                  | جمعیت           | زبان              | دین                 |
| ---- | --- | -------------------------------------------------------------- | --------------- | ----------------- | ------------------- |
| ۱    | ترک‌های آناتولی - ترک‌های اروپا - ترک‌های مسختی - ترکمان‌های سوریه - ترک‌های آفریقای شمالی - ترکمن‌های عراق | ترکیه، آلمان، الجزایر، عراق، بلغارستان، گرجستان، سوریه         | ۷۰ میلیون       | ترکی استانبولی    | مسلمان (سنی) و علوی |
| ۲    | مردم آذری                                                                                             | جمهوری آذربایجان، ایران، عراق، ترکیه، روسیه، گرجستان           | ۳۰ میلیون       | ترکی آذربایجانی   | مسلمان (شیعه)       |
| ۳    | ازبک‌ها                                                                                                | ازبکستان، افغانستان، تاجیکستان، قزاقستان، قرقیزستان، ترکمنستان | ۲۸/۳ میلیون     | ازبکی             | مسلمان (سنی)        |
| ۴    | قزاق‌ها                                                                                                | قزاقستان، روسیه، چین، ازبکستان                                 | ۱۳/۸ میلیون     | قزاقی             | مسلمان (سنی)        |
| ۵    | اویغورها                                                                                              | چین (سین‌کیانگ), قزاقستان، ازبکستان، قرقیزستان، ترکیه           | ۹ میلیون        | اویغوری           | مسلمان (سنی)        |
| ۶    | ترکمن‌ها                                                                                               | ترکمنستان، ایران، افغانستان،                                   | ۸ میلیون        | ترکمنی            | مسلمان (سنی)        |
| ۷    | تاتارها                                                                                               | روسیه، ازبکستان، قزاقستان، تاجیکستان، لهستان، لیتوانی، فنلاند  | ۷ میلیون        | تاتاری            | مسلمان (سنی)        |
| ۸    | قرقیزها                                                                                               | قرقیزستان، افغانستان، ازبکستان، چین، تاجیکستان                 | ۴/۵ میلیون      | قرقیزی            | مسلمان (سنی)        |
| ۹    | باشقیرها                                                                                              | روسیه، ازبکستان، قزاقستان                                      | ۲ میلیون        | باشقیری           | مسلمان (سنی)        |
| ۱۰   | تاتارهای کریمه                                                                                        | اوکراین(شبه جزیره کریمه), روسیه، ازبکستان، ترکیه، رومانی       | ۰/۵ تا ۲ میلیون | تاتاری کریمه      | مسلمان (سنی)        |
| ۱۱   | قشقایی                                                                                                | ایران                                                          | ۱/۷ میلیون      | ترکی قشقایی       | مسلمان (شیعه)       |
| ۱۲   | چواش‌ها                                                                                                | روسیه                                                          | ۱/۷ میلیون      | چوواشی            | مسیحیان ارتدوکس     |
| ۱۳   | قره‌قالپاق‌ها                                                                                           | ازبکستان، قزاقستان، ترکمنستان                                  | ۰/۶ میلیون      | قره‌قالپاقی        | مسلمان (سنی)        |
| ۱۴   | یاقوت‌ها                                                                                               | روسیه                                                          | ۰/۵ میلیون      | یاکوتی            | مسیحیان ارتدوکس     |
| ۱۵   | قوموق‌ها                                                                                               | روسیه                                                          | ۰/۴ میلیون      | قومیقی            | مسلمان (سنی)        |
| ۱۶   | قره‌چای‌ها و بالکارها                                                                                   | روسیه، ترکیه                                                   | ۰/۴ میلیون      | کاراچایی-بالکاری  | مسلمان (سنی)        |
| ۱۷   | مردم تووایی                                                                                           | روسیه                                                          | ۰/۳ میلیون      | تووایی            | بودایی              |
| ۱۸   | گاگائوزها                                                                                             | مولداوی                                                        | ۰/۲ میلیون      | گاگائوزی          | مسیحیان ارتدوکس     |
| ۱۹   | قارائی‌های کریمه و کریمچاک‌ها                                                                           | لیختن‌اشتاین، لهستان، روسیه، ترکیه                              | ۰/۲ میلیون      | کارائیم و کریمچاک | یهودیت              |

## اقلیت‌ها در کشورهای ترک زبان
| Number           | Ethnic                | Minimum Estimates | Maximum Estimates | Further information                                              |
| Balkan           | Balkan                | Balkan            | Balkan            | Balkan                                                           |
| ---------------- | --------------------- | ----------------- | ----------------- | ---------------------------------------------------------------- |
| ۱                | آلبانی                | ۱٬۰۰۰٬۰۰۰         | ۴٬۰۰۰٬۰۰۰         | Albanians in Turkey / Albanians                                  |
| ۲                | بوسنی و هرزگوین       | ۱۰۰٬۰۰۰           | ۲٬۰۰۰٬۰۰۰         | Bosniaks in Turkey / Bosnians                                    |
| ۳                | بلغارستان             | ۳۵۰٬۰۰۰           | ۷۵۰٬۰۰۰           | Bulgarians in Turkey / Pomaks in Turkey / Bulgarians             |
| ۴                | یونان                 | ۲٬۰۰۰             | ۳۰٬۰۰۰            | Greeks in Turkey / Pontic Greeks / Caucasus Greeks / Greeks      |
| ۵                | صربستان               | ۱۵٬۰۰۰            | ۶۰٬۰۰۰            | Serbs in Turkey / Serbs                                          |
| 1                | Total                 | ۲٬۰۰۰٬۰۰۰         | ۷٬۹۰۰٬۰۰۰         | Minorities in Turkey                                             |
| Caucasus         |                       |                   |                   |                                                                  |
| ۱                | آبخاز                 | ۶۰۰٬۰۰۰           | ۶۰۰٬۰۰۰           | Abkhazians / Abkhaz language                                     |
| ۲                | ارمنستان              | ۱۵۰٬۰۰۰           | ۵٬۰۰۰٬۰۰۰         | Armenians in Turkey / Hidden Armenians / Armenians               |
| ۳                | چچن                   | ۱۰۰٬۰۰۰           | ۱۰۰٬۰۰۰           | Chechens in Turkey / Chechens                                    |
| ۴                | Circassia             | ۱۵۰٬۰۰۰           | ۷٬۰۰۰٬۰۰۰         | Circassians in Turkey / Circassians                              |
| ۵                | گرجستان               | ۱۰۰٬۰۰۰           | ۱٬۵۰۰٬۰۰۰         | Georgians in Turkey / Georgians                                  |
| ۶                | ترکیه                 | ۴۵٬۰۰۰            | ۲٬۲۵۰٬۰۰۰         | Laz people in Turkey / Laz people                                |
| 2                | Total                 | ۱٬۱۰۰٬۰۰۰         | ۱۶٬۴۵۰٬۰۰۰        | Peoples of the Caucasus in Turkey / Peoples of the Caucasus      |
| Central Asia     |                       |                   |                   |                                                                  |
| ۱                | قزاقستان              | ۱۰٬۰۰۰            | ۱۰٬۰۰۰            | Kazakhs                                                          |
| ۲                | قرقیزستان             | ۱٬۶۰۰             | ۱٬۶۰۰             | Kyrgyzs                                                          |
| ۳                | تاجیکستان             | ۱٬۰۰۰             | ۱٬۰۰۰             | Tajiks                                                           |
| ۴                | ترکمنستان             | ۱٬۵۰۰             | ۱٬۵۰۰             | Turkmens                                                         |
| ۵                | ترکستان شرقی          | ۵۰٬۰۰۰            | ۵۰٬۰۰۰            | Uyghurs                                                          |
| ۶                | ازبکستان              | ۴۵٬۰۰۰            | ۴۵٬۰۰۰            | Uzbeks                                                           |
| 3                | Total                 | ۱۲۰٬۰۰۰           | ۱۲۰٬۰۰۰           | Central Asian peoples                                            |
| Turkic peoples   |                       |                   |                   |                                                                  |
| ۱                | جمهوری آذربایجان      | ۵۳۰٬۰۰۰           | ۸۰۰٬۰۰۰           | Azerbaijanis in Turkey / Azerbaijanis                            |
| ۲                | جمهوری خودمختار کریمه | ۱۵۰٬۰۰۰           | ۶٬۰۰۰٬۰۰۰         | Crimean Tatars in Turkey / Crimean Tatars                        |
| ۳                | کاراچای-چرکسیا        | ۲۰٬۰۰۰            | ۲۰٬۰۰۰            | Karachays                                                        |
| ۴                | ترکیه                 | ۴۰٬۰۰۰            | ۷۵٬۰۰۰            | Meskhetian Turks                                                 |
| 4                | Total                 | ۷۴۰٬۰۰۰           | ۶٬۸۹۵٬۰۰۰         | Turkic peoples                                                   |
| Iranian peoples  |                       |                   |                   |                                                                  |
| ۱                | افغانستان             | ۲۵٬۰۰۰            | ۵۰٬۰۰۰            | Afghans in Turkey / Afghans                                      |
| ۲                | ایران                 | ۵۰۰٬۰۰۰           | ۶۵۰٬۰۰۰           | Iranian diaspora / Persians                                      |
| ۳                | اقلیم کردستان عراق    | ۱۱٬۰۰۰٬۰۰۰        | ۲۰٬۰۰۰٬۰۰۰        | Kurds in Turkey / Kurdish population / Turkish Kurdistan / Kurds |
| ۴                | اقلیم کردستان عراق    | ۱٬۰۰۰٬۰۰۰         | ۳٬۰۰۰٬۰۰۰         | Zaza Kurds / Zaza nationalism / Zaza language                    |
| ۵                | اوستیای شمالی-آلانیا  | ۵۰٬۰۰۰            | ۵۰٬۰۰۰            | Ossetians in Turkey / Ossetians                                  |
| ۶                | مردم رومانی           | ۷۰۰٬۰۰۰           | ۵٬۰۰۰٬۰۰۰         | Romani people in Turkey / Romani people                          |
| 5                | Total                 | ۱۵٬۳۰۰٬۰۰۰        | ۳۱٬۷۵۰٬۰۰۰        | Iranian peoples                                                  |
| European peoples |                       |                   |                   |                                                                  |
| ۱                | هلند                  | ۱۵٬۰۰۰            | ۱۵٬۰۰۰            | Dutch people                                                     |
| ۲                | آلمان                 | ۵۰٬۰۰۰            | ۵۰٬۰۰۰            | Germans in Turkey / Germans                                      |
| ۳                | بریتانیای کبیر        | ۳۵٬۰۰۰            | ۳۵٬۰۰۰            | Britons in Turkey / British people                               |
| ۴                | ایتالیا               | ۳۵٬۰۰۰            | ۳۵٬۰۰۰            | Levantines in Turkey / Levantines (Latin Catholics)              |
| ۵                | لهستان                | ۴٬۰۰۰             | ۴٬۰۰۰             | Polish diaspora / Poles                                          |
| ۶                | روسیه                 | ۵۰٬۰۰۰            | ۵۰٬۰۰۰            | Russians in Turkey / Russians                                    |
| 6                | Total                 | ۱۹۰٬۰۰۰           | ۱۹۰٬۰۰۰           | European peoples                                                 |
| Other Minorities |                       |                   |                   |                                                                  |
| ۱                | اتحادیه آفریقا        | ۱۰۰٬۰۰۰           | ۱۰۰٬۰۰۰           | Afro Turks / African diaspora / Africans                         |
| ۲                | اتحادیه عرب           | ۱٬۵۰۰٬۰۰۰         | ۵٬۰۰۰٬۰۰۰         | Arabs in Turkey / Iraqis in Turkey / Arabs                       |
| ۳                | آشور                  | ۱۵٬۰۰۰            | ۶۵٬۰۰۰            | Assyrians in Turkey / Assyrian genocide / Assyrians              |
| ۴                | اسرائیل               | ۱۵٬۰۰۰            | ۱۸٬۰۰۰            | Jews in Turkey / Antisemitism in Turkey / Jews                   |
| 7                | Total                 | ۱٬۶۳۰٬۰۰۰         | ۵٬۲۰۰٬۰۰۰         | Other Minorities in Turkey                                       |
| 37 Group         | Grand Total           | ۲۱٬۰۸۰٬۰۰۰        | ۶۸٬۵۰۵٬۰۰۰        | Minorities in Turkey                                             |

## جمعیت گذشته و آینده
| رتبه  | کشور             | مساحت     | 1950       | 2000        | 2050        | 2100        |
| ----- | ---------------- | --------- | ---------- | ----------- | ----------- | ----------- |
| ۱     | ترکیه            | ۷۸۳٬۵۶۲   | ۲۱٬۱۲۲٬۰۰۰ | ۶۵٬۹۷۰٬۰۰۰  | ۸۹٬۲۹۱٬۰۰۰  | ۸۷٬۹۸۳٬۰۰۰  |
| ۲     | ازبکستان         | ۴۴۷٬۴۰۰   | ۶٬۲۹۳٬۰۰۰  | ۲۵٬۰۴۲٬۰۰۰  | ۳۵٬۱۱۷٬۰۰۰  | ۳۲٬۰۷۷٬۰۰۰  |
| ۳     | قزاقستان         | ۲٬۷۲۴٬۹۰۰ | ۶٬۶۹۴٬۰۰۰  | ۱۵٬۶۸۸٬۰۰۰  | ۲۲٬۲۳۸٬۰۰۰  | ۲۴٬۷۱۲٬۰۰۰  |
| ۴     | جمهوری آذربایجان | ۸۶٬۶۰۰    | ۲٬۸۸۶٬۰۰۰  | ۸٬۴۶۴٬۰۰۰   | ۱۱٬۲۱۰٬۰۰۰  | ۹٬۶۳۶٬۰۰۰   |
| ۵     | قرقیزستان        | ۱۹۹٬۹۰۰   | ۱٬۷۳۹٬۰۰۰  | ۴٬۹۳۸٬۰۰۰   | ۷٬۰۶۴٬۰۰۰   | ۹٬۰۴۶٬۰۰۰   |
| ۶     | ترکمنستان        | ۴۸۸٬۱۰۰   | ۱٬۲۰۵٬۰۰۰  | ۴٬۳۸۶٬۰۰۰   | ۶٬۶۰۸٬۰۰۰   | ۵٬۶۰۶٬۰۰۰   |
| Total | Total            | ۴٬۷۳۰٬۴۶۲ | ۳۹٬۹۳۹٬۰۰۰ | ۱۲۴٬۴۸۸٬۰۰۰ | ۱۷۱٬۵۲۸٬۰۰۰ | ۱۶۹٬۰۶۰٬۰۰۰ |

۷۰–۷۶ درصد مردم ترکیه بر اساس آمارهای دولتی ترک هستند. در برآورد ۲۰۱۲ مؤسسه آمار ترک استات (The Turkish Statistical Institute (TurkStat))، جمعیت کردهای ترکیه بیش از ۲۲ میلیون نفر (۲۲٬۶۹۱٬۸۲۴) و بیش از سی درصد از جمعیت ۷۴٬۷۰۰٬۰۰۰ نفری ترکیه را تشکیل می‌دهد که حدود ۱۴ میلیون نفر در کردستان ترکیه و بقیه در سراسر ترکیه به خصوص شهرهای استانبول، آنکارا و ازمیر پراکنده هستند که به این ترتیب درصد ترک‌های ترکیه کم‌تر از ۷۰ درصد خواهد بود.

## وسعت خاکی و آبی
این فهرست کشورهای ترک‌زبان است اما ادعای این کشورها بر جنوبگان در آن لحاظ نشده است.
| Rank  | Country          | Area      | EEZ     | Shelf  | EEZ+TIA   |
| ----- | ---------------- | --------- | ------- | ------ | --------- |
| ۱     | ترکیه            | ۷۸۳٬۵۶۲   | ۲۶۱٬۶۵۴ | ۵۶٬۰۹۳ | ۱٬۰۴۵٬۲۱۶ |
| ۲     | ازبکستان         | ۴۴۷٬۴۰۰   | ۰       | ۰      | ۴۴۷٬۴۰۰   |
| ۳     | قزاقستان         | ۲٬۷۲۴٬۹۰۰ | ۰       | ۰      | ۲٬۷۲۴٬۹۰۰ |
| ۴     | جمهوری آذربایجان | ۸۶٬۶۰۰    | ۰       | ۰      | ۸۶٬۶۰۰    |
| ۵     | قرقیزستان        | ۱۹۹٬۹۰۰   | ۰       | ۰      | ۱۹۹٬۹۰۰   |
| ۶     | ترکمنستان        | ۴۸۸٬۱۰۰   | ۰       | ۰      | ۴۸۸٬۱۰۰   |
| Total | Total            | ۴٬۷۳۰٬۴۶۲ | ۲۶۱٬۶۵۴ | ۵۶٬۰۹۳ | ۴٬۹۹۲٬۱۱۶ |

## دین اقوام ترک‌تبار

### اسلام
ترکان خود را تماماً تسلیم اسلام کردند که این از مشخصه‌های اسلام ترکی ست. ترک‌های گرویده به اسلام هویت ملیشان را چنان غرق در اسلام کرده بودند که عرب‌ها و ایرانیان هرگز چنان نکرده بودند. دلیل این بخشی به‌دلیل نیرومندی این آیین در هنگام مواجهه آن‌ها با آن در سرحدات اسلام و کفر، بخشی به این دلیل بود که گرویدن آنان به اسلام آنان را فوراً درگیر جنگ مقدس با خویشاوندان کافرشان کرد. برای تذکره‌های عربی روزهای قهرمانانه پگن عربستان، غرور ایرانی نسبت به افتخارات ازدست‌رفته ایران باستان، هیچ معادل ترکی وجود ندارد. تمدنها، حکومت‌ها، ادیان و ادبیات ترکی قبل از اسلام، جز اندکی شعر مردمی و اسطوره شجره نامه‌ای زدوده و فراموش شدند. حتی خود نام ترک برای ترک‌ها و نیز غربی‌ها مترادف با مسلمان شد. ترک‌ها در جدّیت ایمانشان به اسلام با هیچ مردم دیگری برابر نیستند. ازاین‌رو عجیب نیست که سنی با حمایت سلسله‌های ترک احیا شد و گسترش یافت.

### مسیحیت
گاگائوزها مسیحی هستند. چوواش‌ها اسماً ارتدوکس روسی هستند. دین یاقوت‌ها (ساخاها) آمیزه‌ای از اعتقادات ترکی، مغولی، تونقوزی و روسی است.
- شمنیسم
- بودایی
- یهودی
- مسیحی

## در ایران
اقوام ترک زبانی در ایران زندگی می‌کنند که و در چندین استان پراکنده‌اند:
- مردم آذری: از بومیان منطقه آران بوده‌اند[۲۷۱][۲۷۲] ترک‌سازی آذربایجان در زمان سلجوقیان و با ورود اولین اقوام ترک اغوز به صورت عمده به آذربایجان شروع شد.[۲۷۳] و مهاجرت آنان تا زمان حکومت مغولان ادامه یافت به‌طوری‌که بسیاری از نیروهای ایلخانان ترک بودند. در زمان صفویان ترکسازی آذربایجان با نفوذ قزلباشها افزایش یافت. واژه آذربایجان از واژه کهن ولایت «آتورپاتکان» مشتق شده و بیانگر این است که با تغییر زبان، اسامی محلی هر چند با تغییرات اندکی از ترک‌سازی جدا ماندند.[۲۷۴]
- ترکمن‌ها: شاخه‌ای از ترکان آسیای میانه معروف به اُغوز یا غُز هستند که از عهد قدیم در صحراهای وسیع بخش سفلای رود سیحون و بین دریای آرال به زندگی کوچ‌نشینی روزگار می‌گذراندند. تا حدود قرن هفتم میلادی ترکمن‌ها جزئی از قوم بزرگ ترک بودند. در این سال‌ها به دنبال اضمحلال امپراتوری گوک‌ترک‌ها،[۲۷۵] گروهی از ترک‌ها که اغوز نامیده می‌شدند، از آنان جدا شده از ناحیهٔ ارخون به طرف آرال و سیردریا کوچ کردند.[۲۷۶] ترکمنهای ایران بیشتر در جنوب شرقی دریای خزر و در ترکمن‌صحرا و اطراف رودخانه اترک وگرگان‌رود سکونت دارند.
- قشقایی‌ها: بزرگ‌ترین اتحادیه ایلی در جنوب ایران و دومین ایل بزرگ در کشور می‌باشد که به زبان ترکی قشقائی سخن می‌گویند. بیشتر افراد این ایل، ترک تبار هستند.[۲۷۷] قشقایی‌ها عموماً بر این باورند که اجدادشان به عنوان قراولان لشکر هلاکوخان و تیمور از ترکستان به ایران آمده‌اند. در حالی که ورودشان در زمان مهاجرت‌های بزرگ قبیله‌ای قرن یازدهم میلادی محتمل‌تر است.
- افشار:یکی از ایل‌های ترکمان[۲۷۸][۲۷۹][۲۸۰][۲۸۱][۲۸۲][۲۸۳][۲۸۴] جزء گروه قومی ترک‌های آذربایجانی هستند.[۲۸۵][۲۸۶][۲۸۷] که در زمان شاه اسماعیل صفوی همراه با شش ایل بزرگ از آناتولی عثمانی به ایران آمدند و پایه‌های دودمان صفوی را بنیاد گذاردند.
- ترک‌های خراسان: بخشی از مردمان ترک‌زبان ساکن خراسان و نواحی همسایه از ترکمنستان تا فراتر از آمودریا هستند که به زبان ترکی خراسانی سخن می‌گویند و پیرو مذهب شیعهٔ دوازده‌امامی هستند. جمعیت این گروه در درون ایران و نواحی همسایه با استناد به دانشنامه ایرانیکا در حدود یک میلیون نفر است.

دربارهٔ تاریخ حضور اقوام ترک در خراسان اقوال مختلفی وجود دارد.
ایوانوف (۱۹۲۶، ص ۱۵۴) ترک‌های خراسان را بازمانده مهاجمان ترکی دانسته که در قرن سوم از ترکستان به خراسان حمله کردند.
فرای و صاییلی (ص ۳۱۵) تاریخ حضور ترکان در خراسان و ماوراءالنهر را به قبل از ورود اسلام به ایران نسبت داده‌اند.
در منابع جغرافیایی قرون اولیه هجری نیز دربارهٔ حضور ترکان خلج در مناطقی از خراسان بزرگ مطالبی آمده است. به نظر یوهانسون (۱۹۹۸، ص ۳۲۵)، قسمت اعظم ترک‌های ایران از اخلاف سلجوقیان‌اند. سلجوقیان از قبایل غز بودند و ترک‌های خراسان در اصل بازمانده دسته‌ای از این ترکان غز محسوب می‌شوند.
ترک‌های خراسان را پروفسور دورفر از نسل ترکان سلجوقی می‌داند. اگر چه قبل ار سلجوقیان گروهی دیگر از ترکان اغوز در زمان سلطان محمود غزنوی به خراسان کوچ کردند ولی انبوه ترکان با فرزندان سلجوق یعنی طغرل و چاغری به خراسان آمدند.

## سلسله‌های ترک‌تبار ایران
سلسله‌های ترک‌تبار که در ایران بعد از اسلام حکومت کردند عبارتند از:
- غزنویان (۱۱۸۶–۹۷۷ میلادی)[۱۰۷]
- امپراتوری سلجوقی (۱۱۹۴–۱۰۳۷ میلادی)[۱۱۸][۱۱۹][۱۲۰][۱۲۱][۱۲۲][۱۲۳]
- خوارزمشاهیان (۱۲۳۱–۱۰۷۷ میلادی)[۲۹۳]
- امپراتوری تیموری (۱۵۰۷–۱۳۷۰ میلادی)[۲۹۴][۲۹۵]
- قراقویونلوها (۱۴۶۸–۱۳۷۴ میلادی)[۲۹۶]
- آق‌قویونلوها (۱۵۰۸–۱۳۷۸ میلادی)[۱۵۱][۲۹۷]
- افشاریان (۱۷۹۶–۱۷۳۶ میلادی)[۲۹۸][۲۹۹][۳۰۰][۳۰۱]
- پادشاهی قاجار (۱۹۲۵–۱۷۹۴ میلادی)[۳۰۲]

مهم‌ترین نیروی نظامی که دودمان صفویان را به قدرت رساند قبایل هفتگانه ترک (قزلباش‌ها) بودند، که شاه اسماعیل به کمک ایشان توانست با شکست آق‌قویونلوها و ازبکان، در تبریز تاجگذاری کند. تمام شاهان صفوی در زمان به شاهی رسیدنشان به زبان ترکی آذربایجانی سخن می‌گفتند (به جز شاه اسماعیل یکم که از بدو تولد دوزبانه بود و به هر دو زبان فارسی و ترکی آذربایجانی سخن می‌گفت و شعر می‌سرود) ولی برخی معتقدند که خاندان صفوی ترکیزه شده و زبان ترکی را به عنوان زبان مادری خود پذیرفتند.

## سلسله‌های ترک‌تبار غیر از ایران
سلسله‌های ترک‌تباری که طی تاریخ در سرزمین‌هایی غیر از ایران حکومت کردند عبارتند از:
- خاقانات گوک‌ترک (۵۵۲ میلادی)[۳۰۳][۳۰۴][۳۰۵][۳۰۶][۳۰۷][۳۰۸][۳۰۹]
- امپراتوری عثمانی[۳۱۰]
- امپراتوری گورکانی هند[۴۳][۱۲۷][۲۹۵][۳۱۱][۳۱۲][۳۱۳]
- امپراتوری سلجوقیان روم[۳۱۴][۳۱۵]
- سلطنت مملوک مصر[۱۶۸]
- سلطنت ممالیک بحری (مصر)[۱۶۹]
- طولونیان (سلطنت طولونی مصر)[۱۷۰]
- اخشیدیان (آل اخشید)[۳۱۶][۳۱۷][۳۱۸]
- تُرک‌شاهان (کابل‌شاهان)[۳۱۹]
- آل ارتق[۳۲۰][۳۲۱][۳۲۲][۳۲۳][۳۲۴][۳۲۵]
- آل افراسیاب یا قراخانیان[۳۲۶]
- دودمان زنگیان (شمال عراق و سوریه)[۳۲۷]
- خاقانات اویغور[۳۲۸]
- دودمان خلجی[۳۲۹]
- پادشاهی قوچو یا مملکت قره‌خواجه[۳۳۰]
- الیاس‌شاهیان[۳۳۱][۳۳۲][۳۳۳]
- تغلق‌شاهیان[۳۳۴]

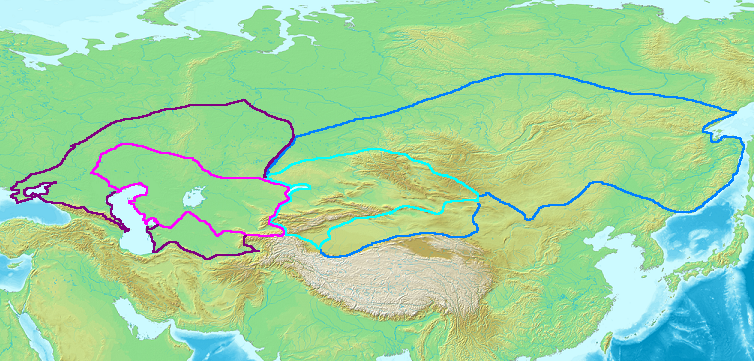
قلمرو خاقانات گوک‌ترک از سواحل دریای سیاه تا شمال چین
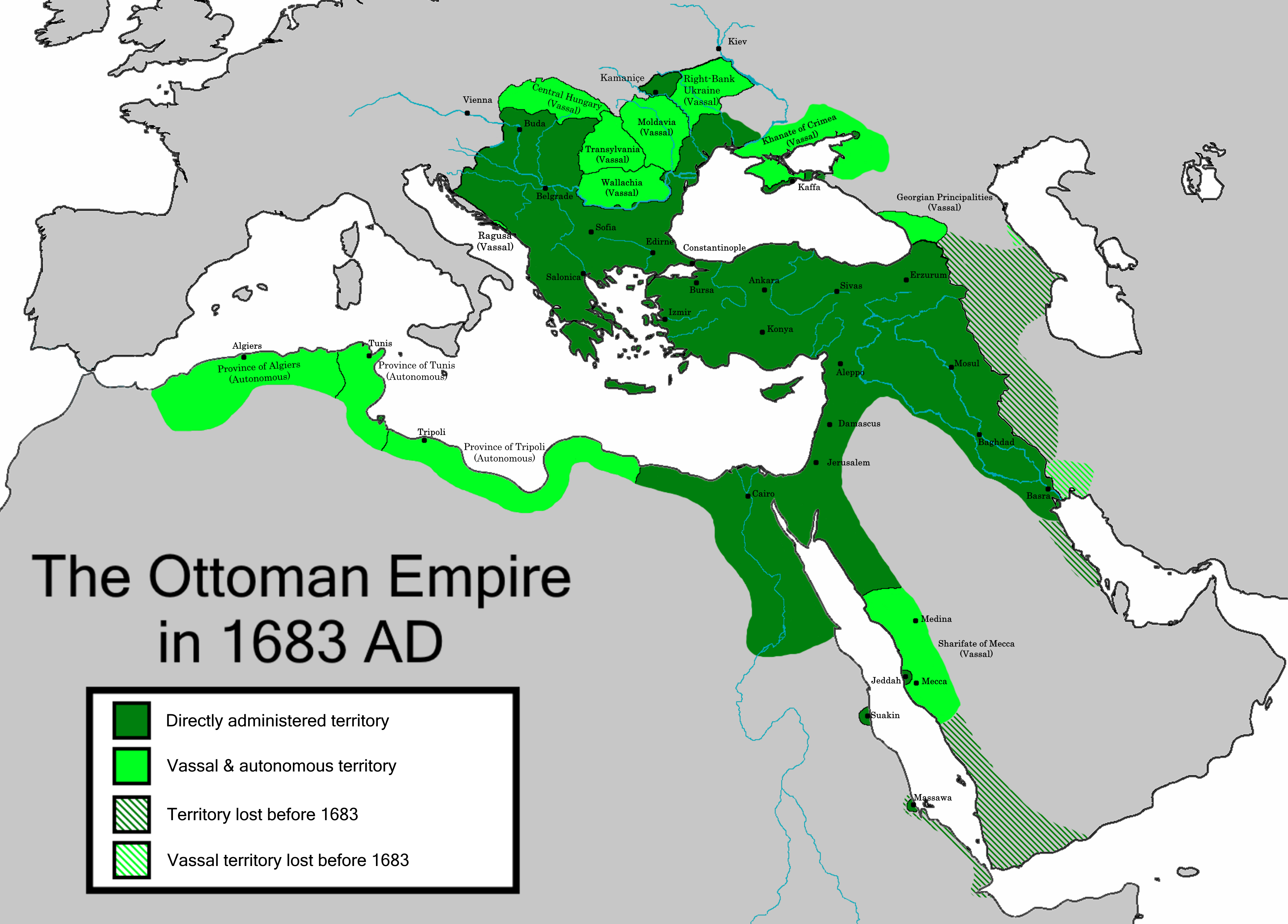
قلمرو امپراتوری عثمانی شامل کشورهایی از سه قاره
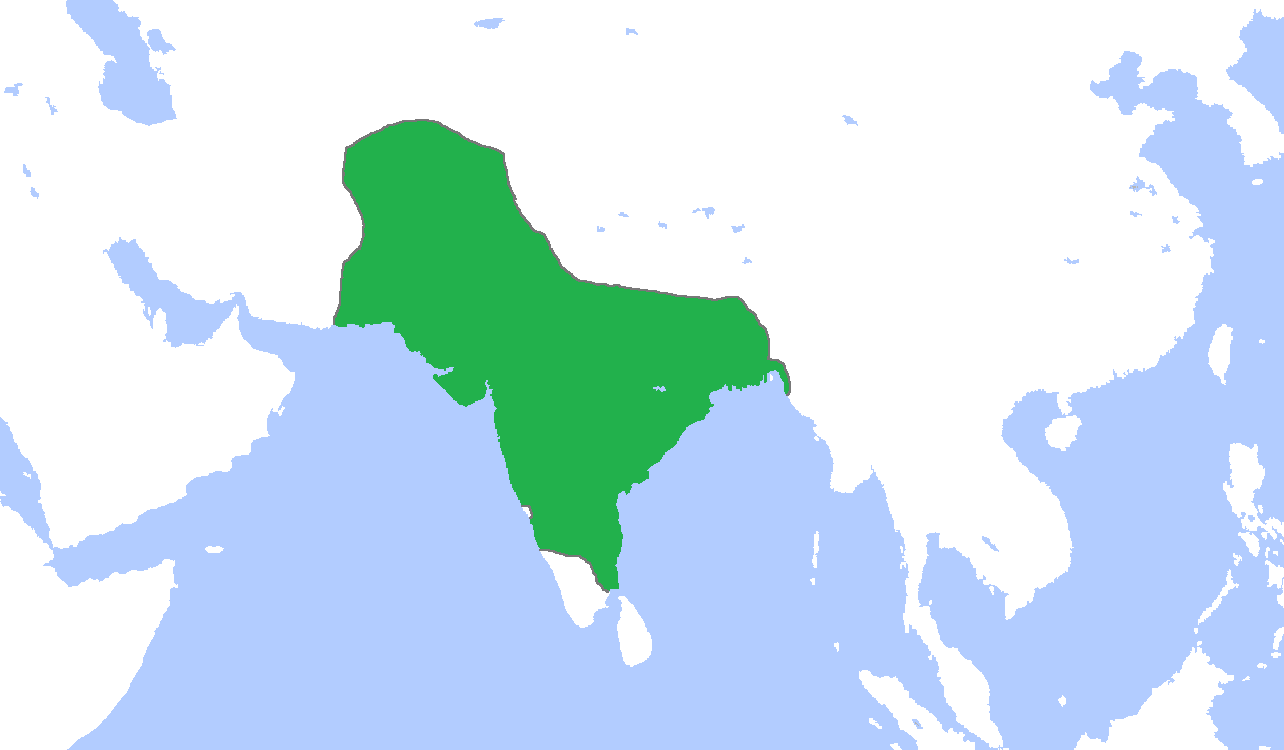
پهناوری امپراتوری گورکانی هند
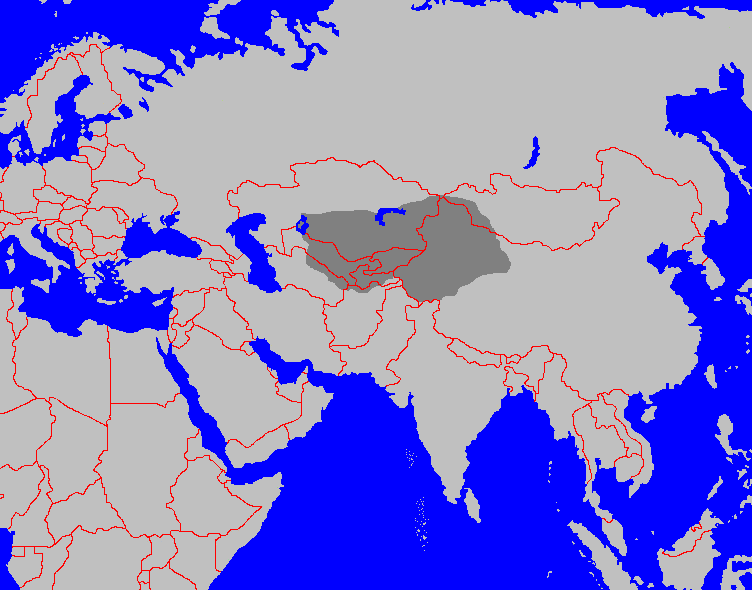
قلمرو قراخانیان (آل افراسیاب)
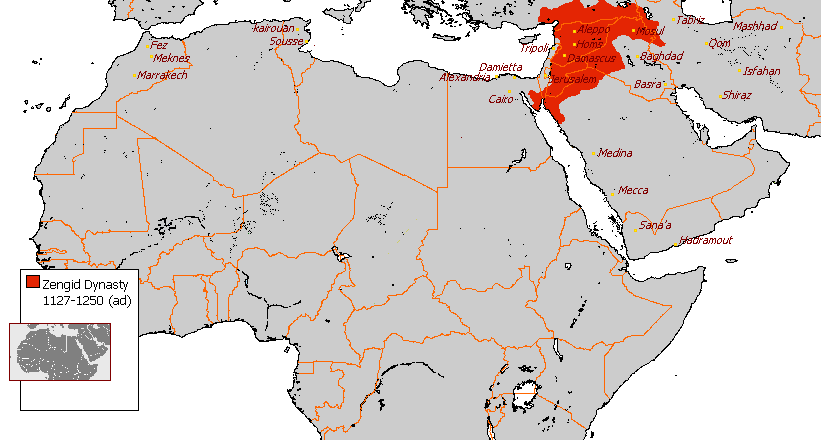
دودمان زنگیان
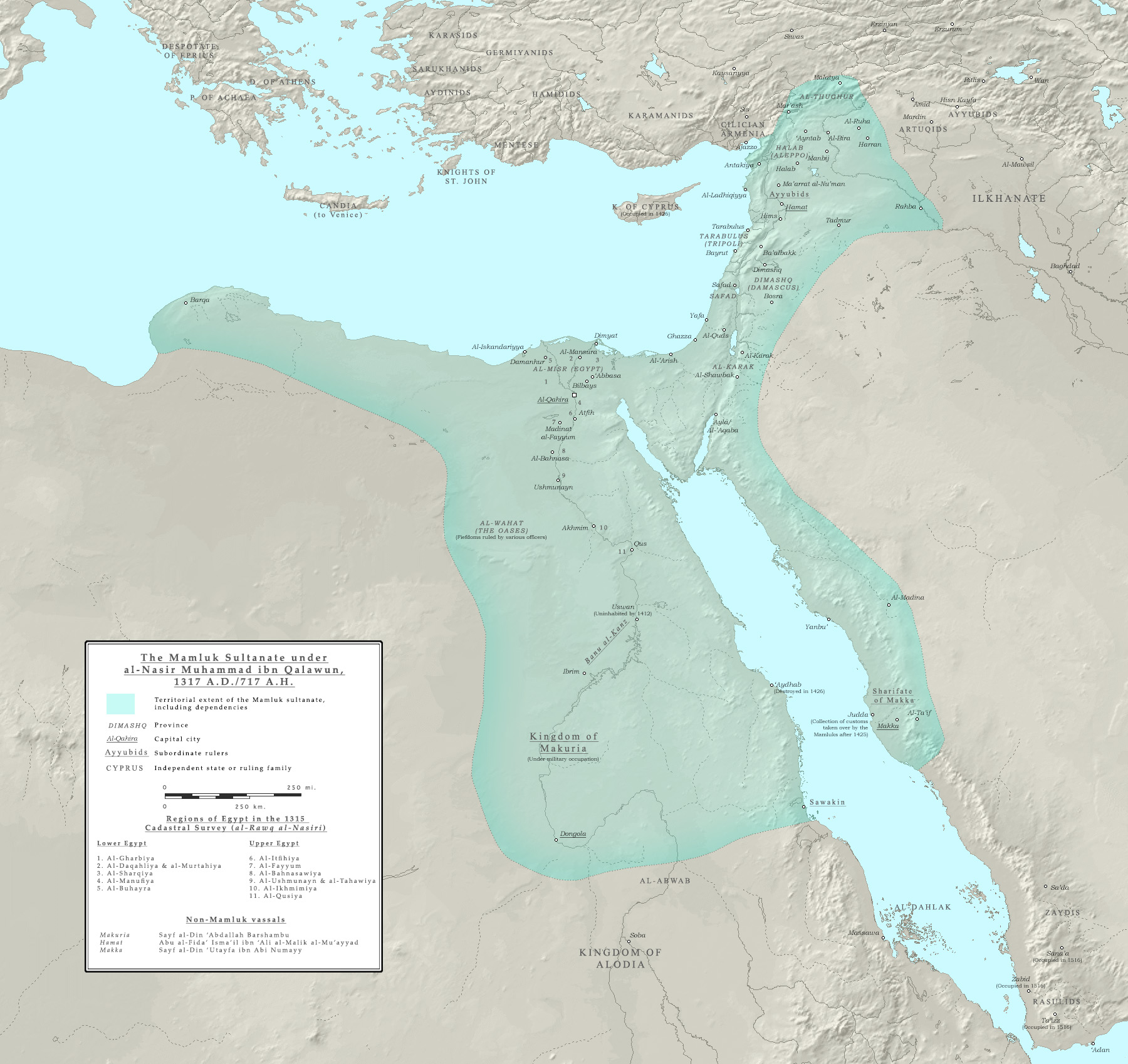
سلطنت مملوک مصر
سلجوقیان روم
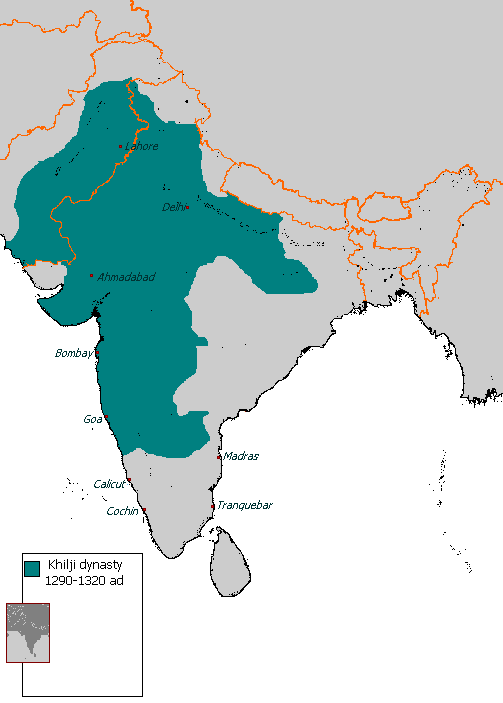
دودمان خلجی
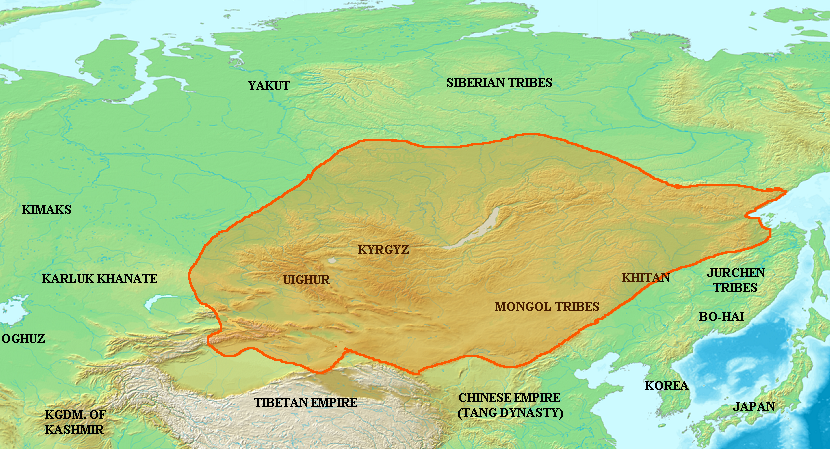
خاقانات اویغور
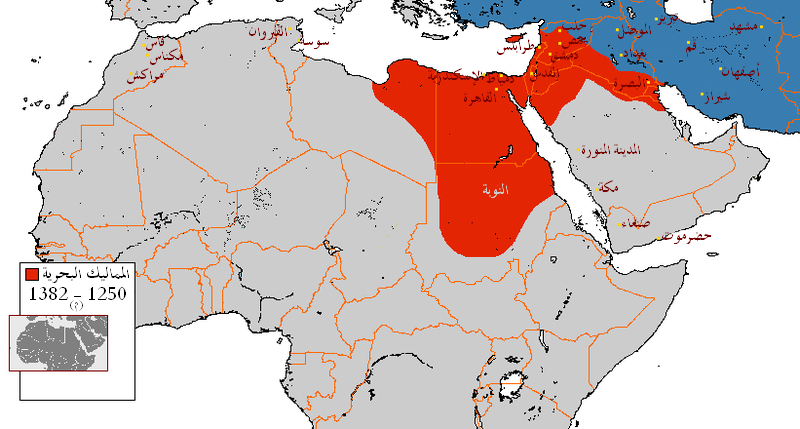
دودمان بحری در اوج قدرت در همسایگی ایلخانان

## نگارخانه

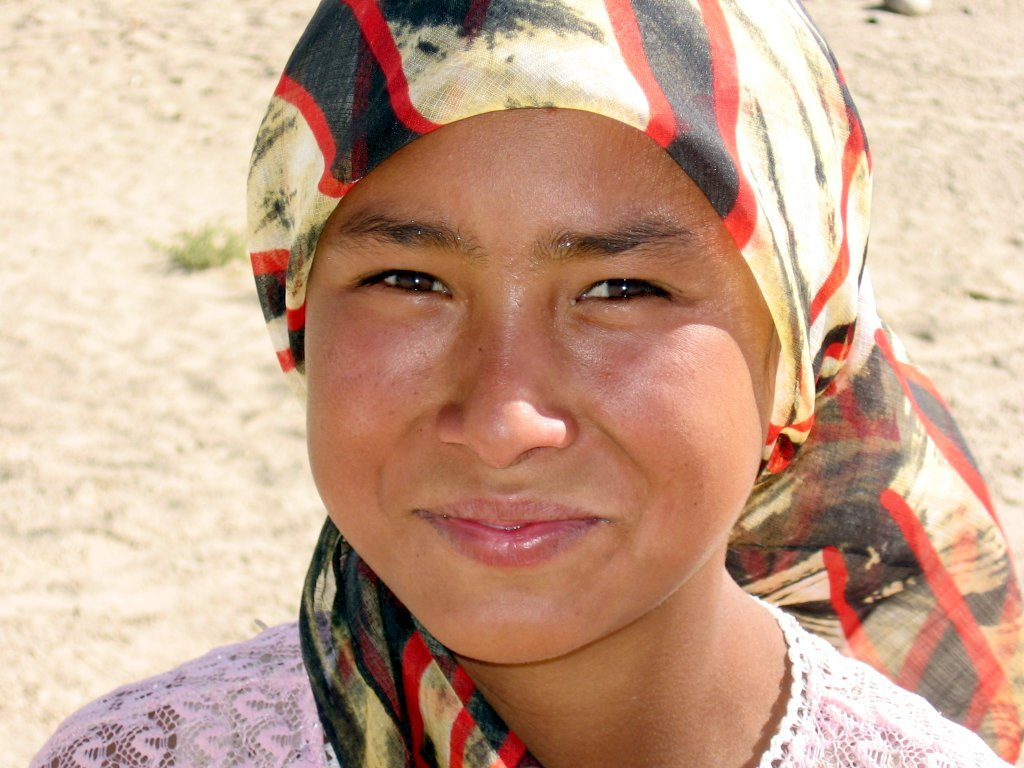
یک زن اویغور در چین
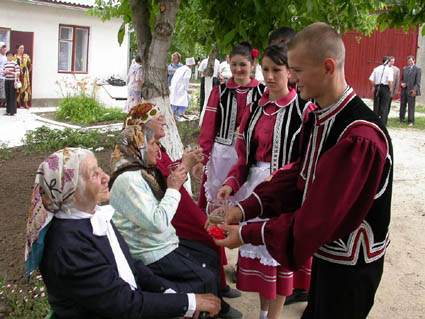
جوانان و سالخوردگان مردم گاگائوز
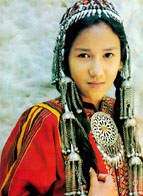
دختری ترکمن با لباس بومی
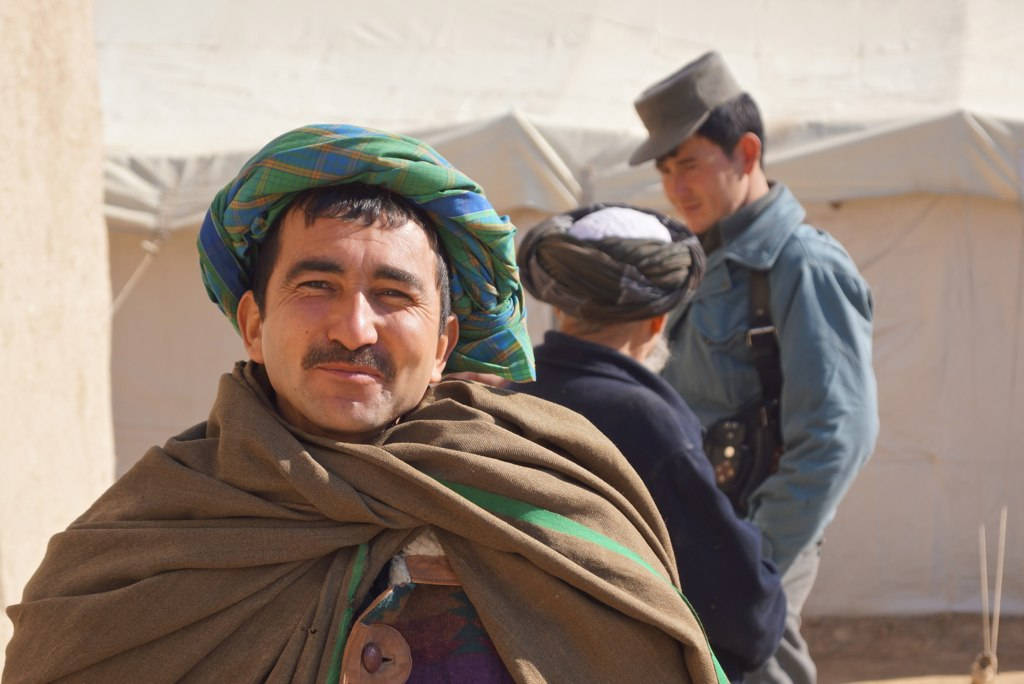
یک مرد ازبک در شمال افغانستان
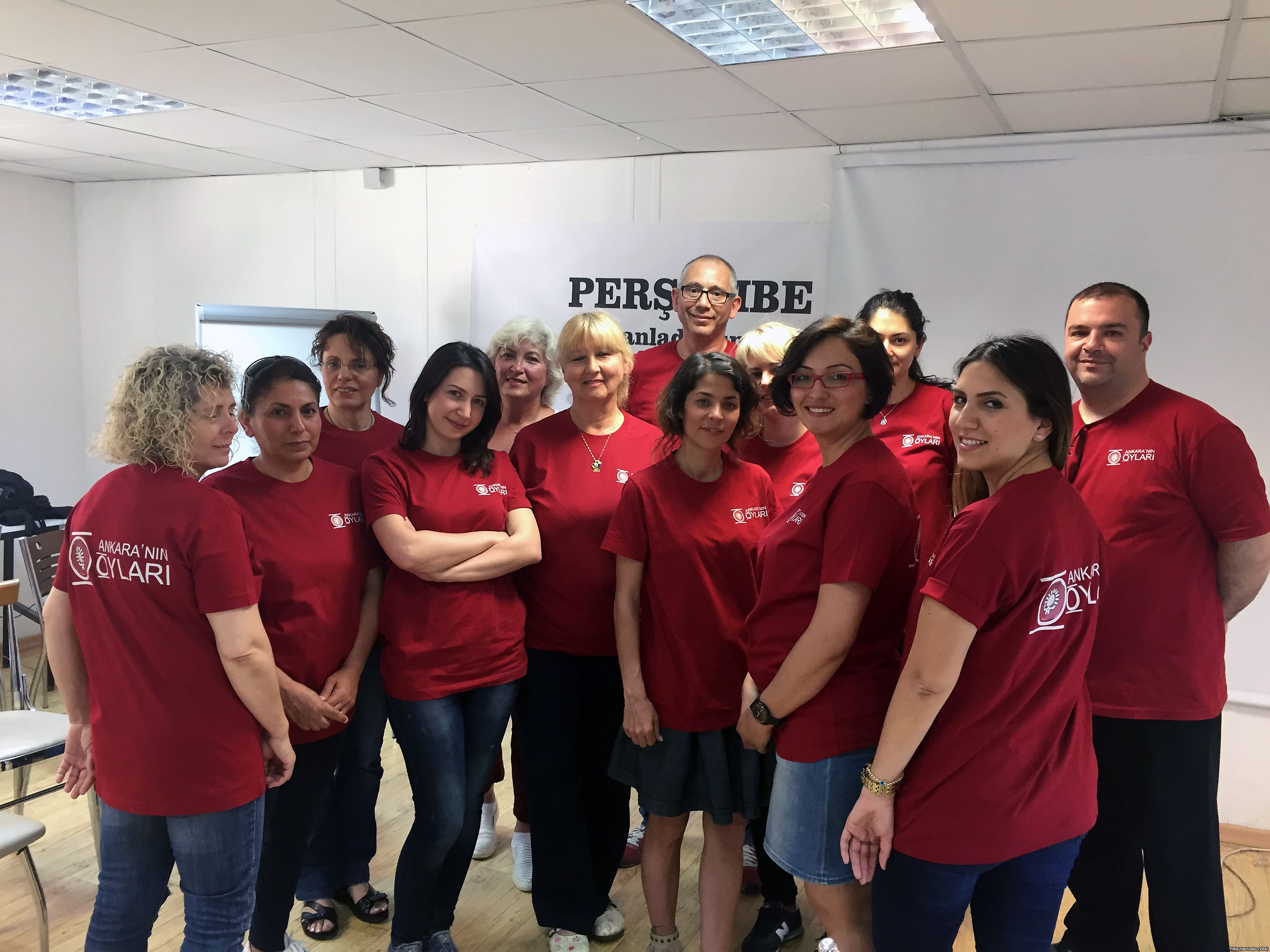
گروهی از داوطلبان از ترکیه
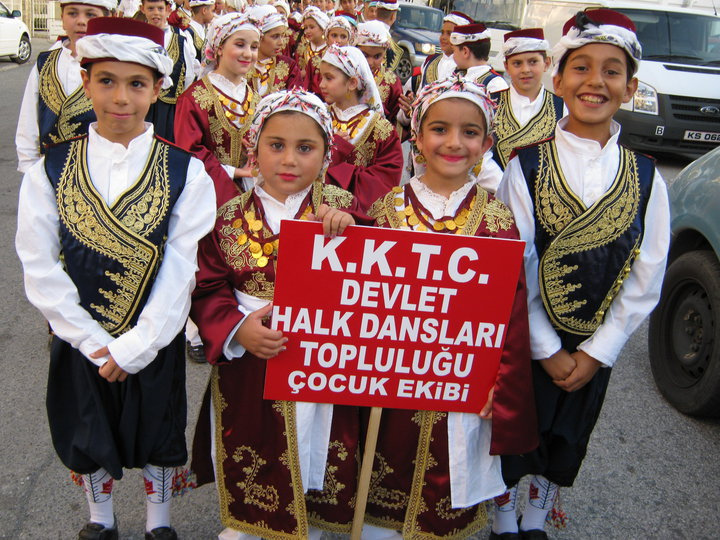
گروه رقصی از کودکان ترک قبرس
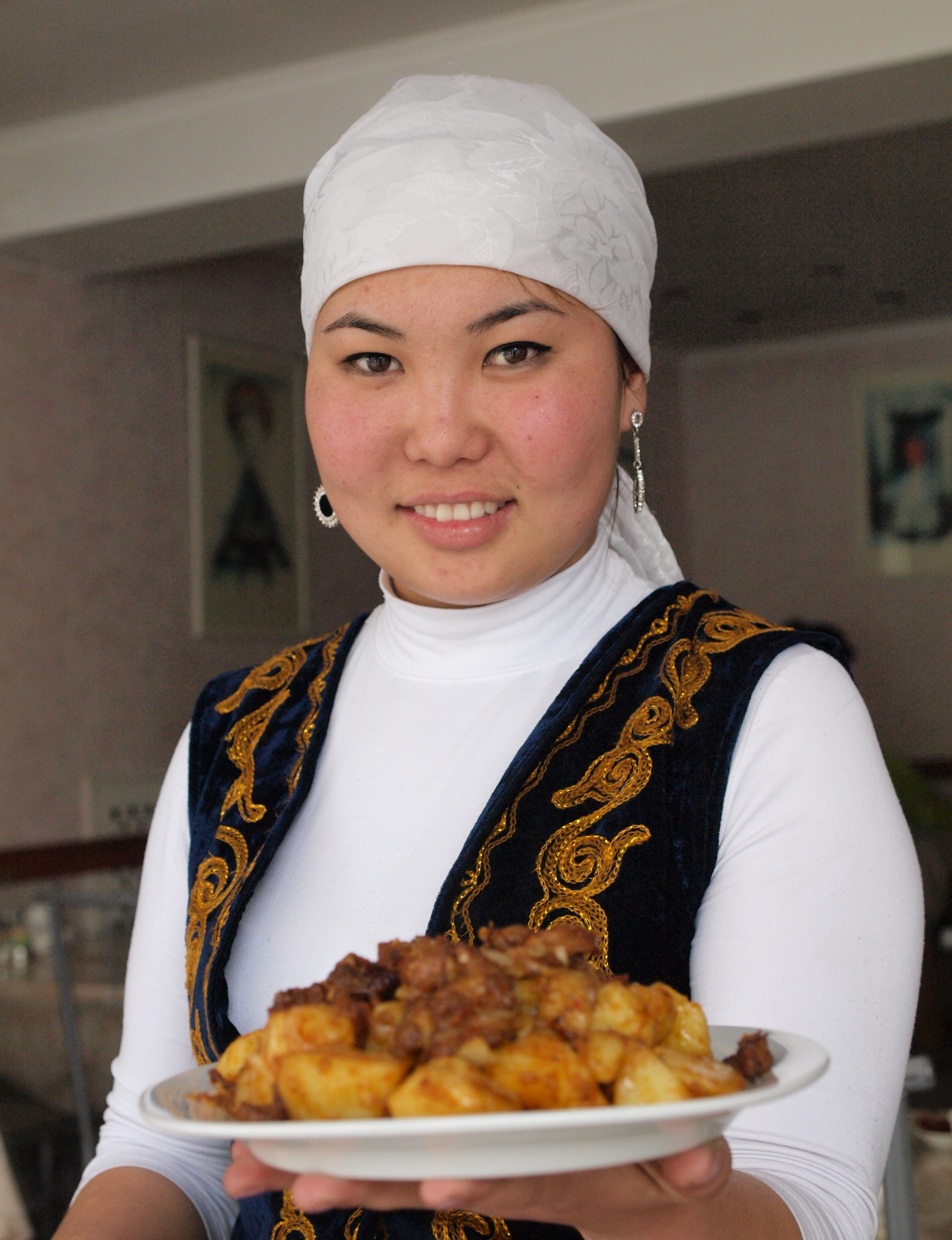
زنی قرقیز با لباس بومی
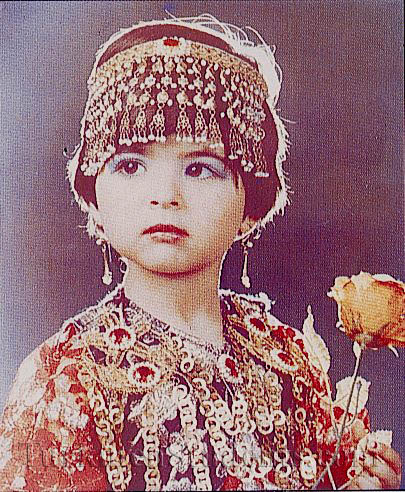
دختر بچه‌ای از ترکمن‌های عراق
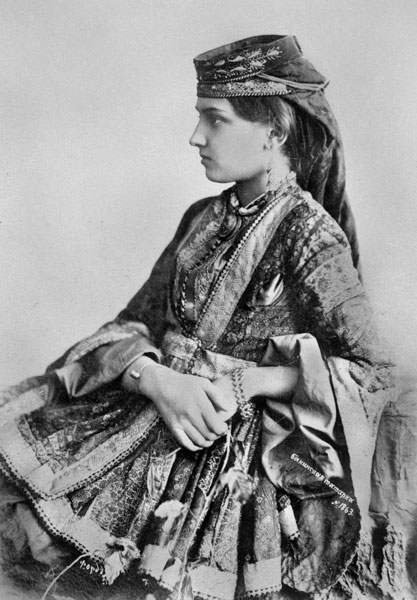
یک زن آذربایجانی از باکو، سال ۱۸۹۷
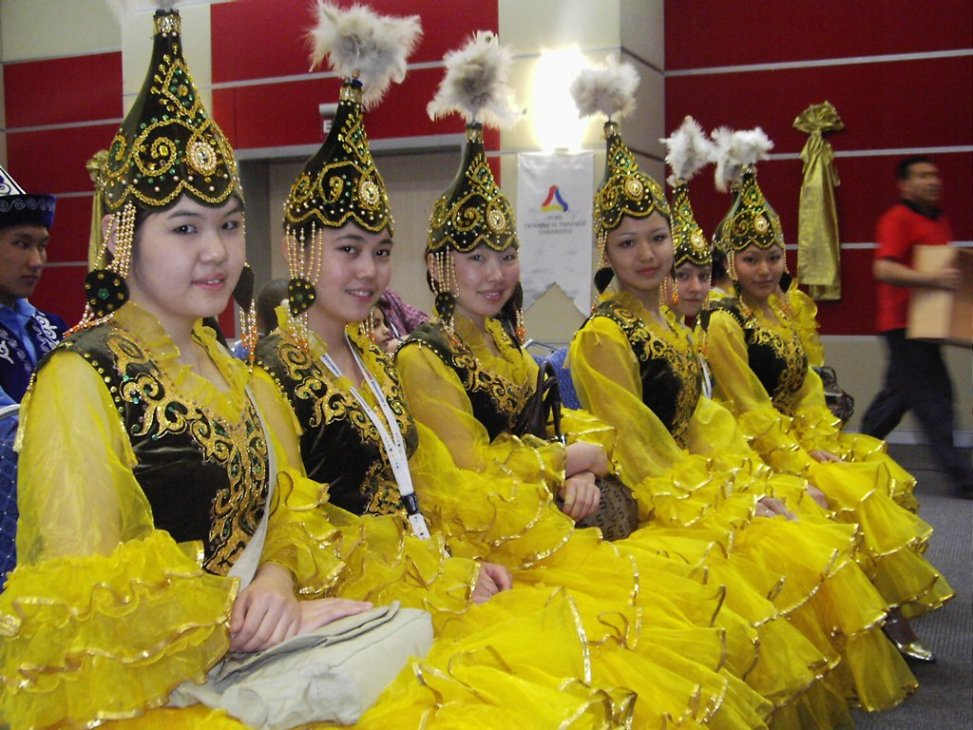
دختران قزاق
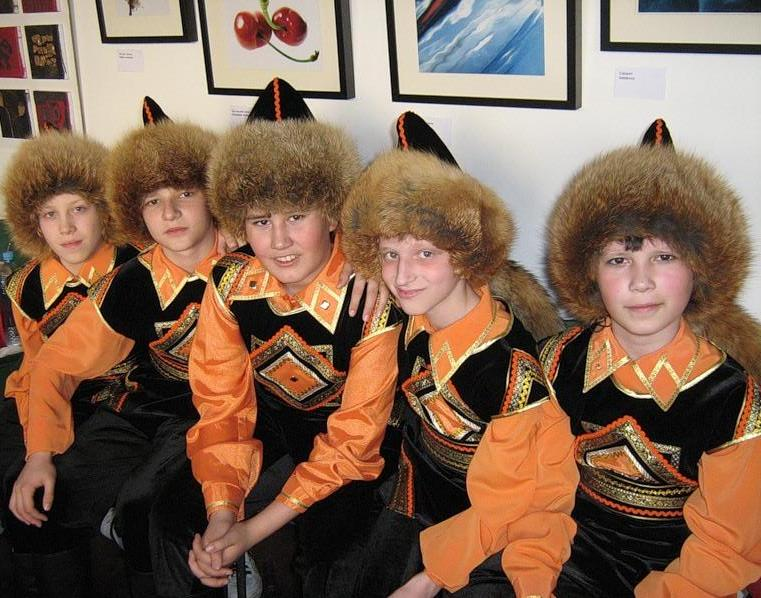
کودکان باشقیری با لباس بومی
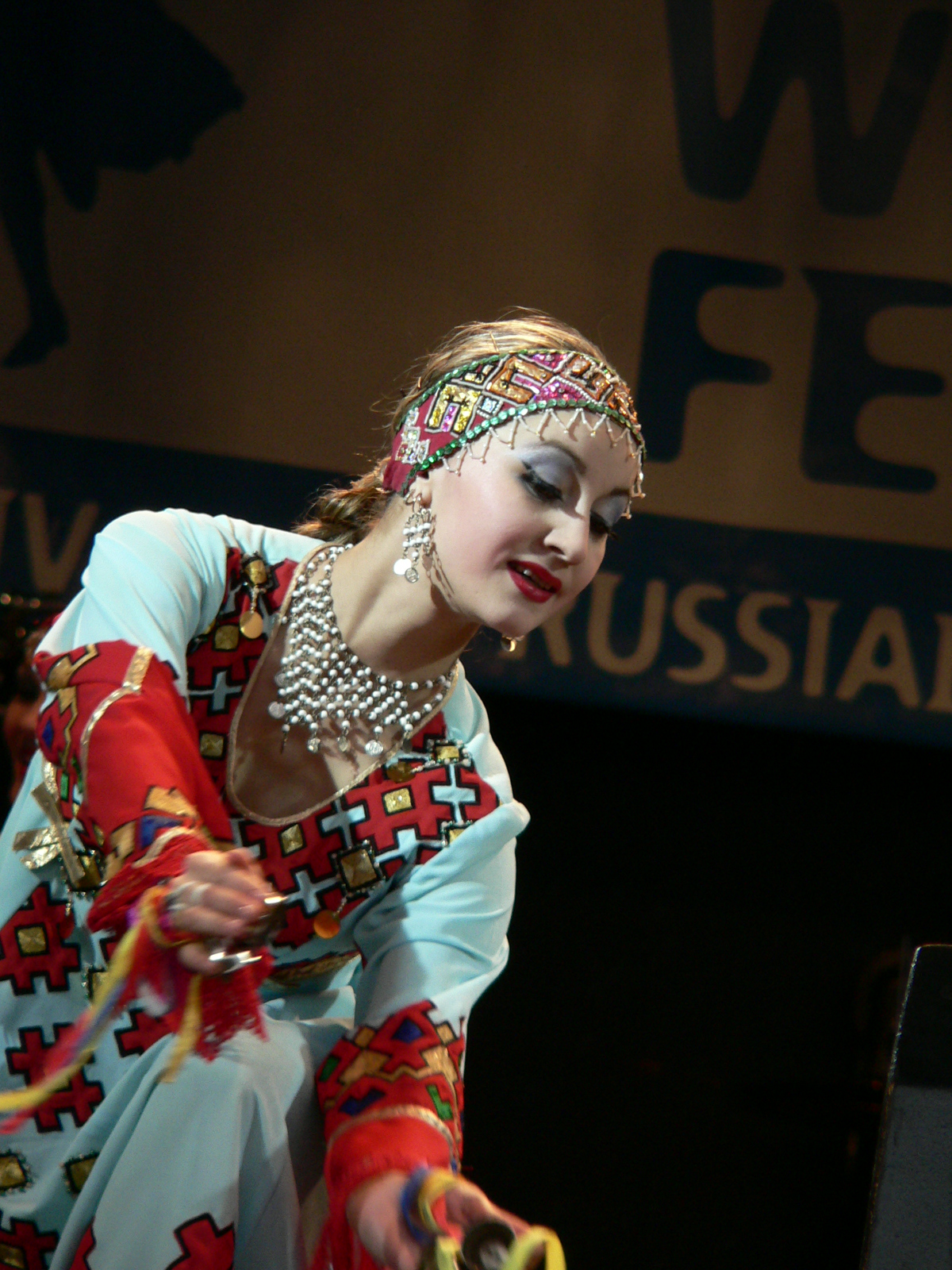
زنی در حین رقص از مردم چواش
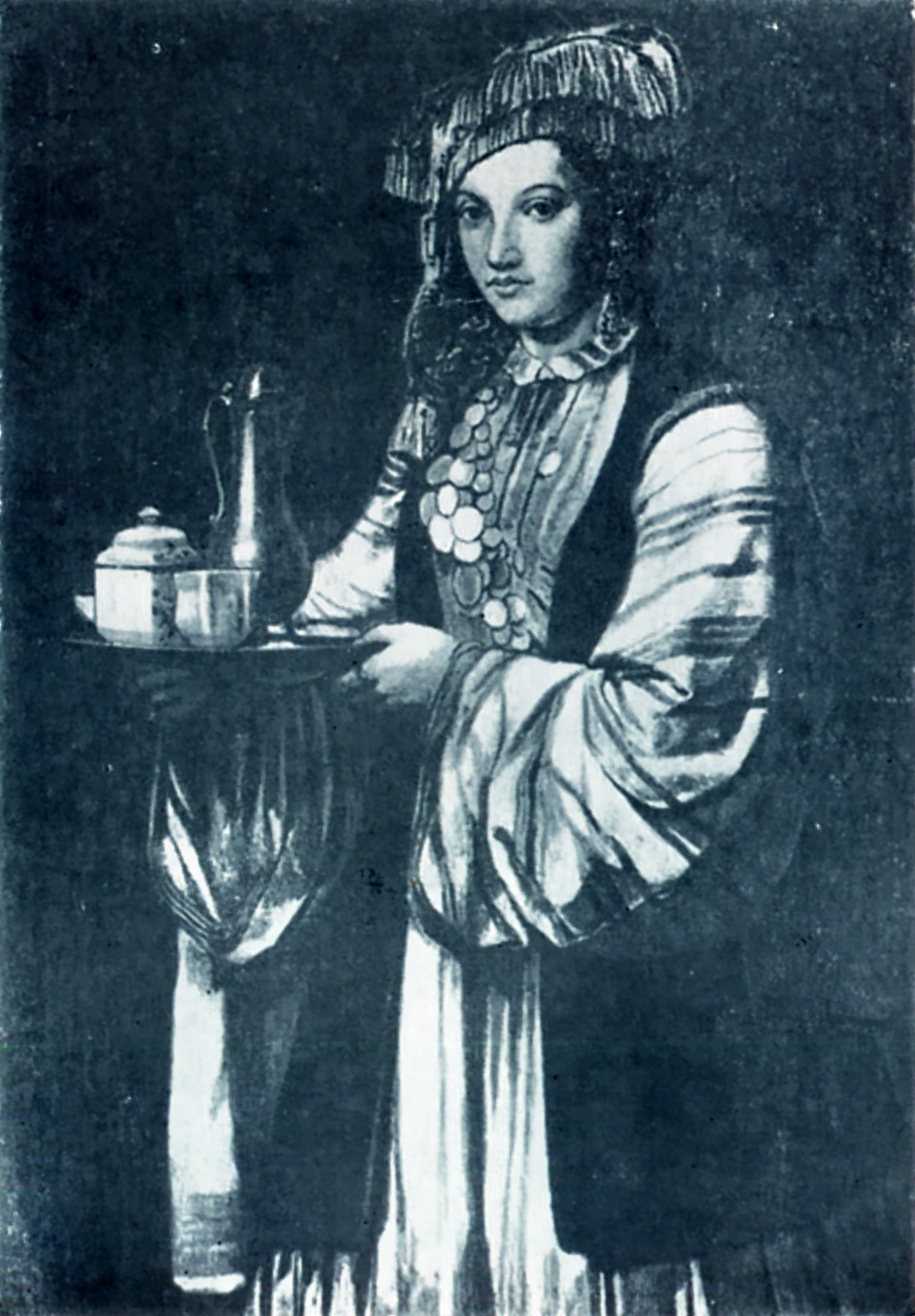
زنی تاتار در قرن ۱۸ میلادی
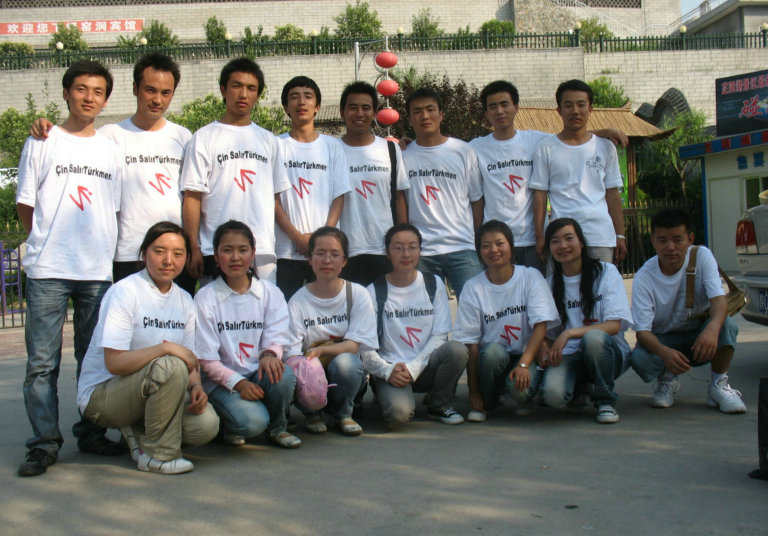
دختران و پسرانی از قوم سالار